# Auvers-sur-Oise
Pour les articles homonymes, voir Auvers et Oise.
Vous lisez un « bon article » labellisé en 2007.
Auvers-sur-Oise (/ovɛʁ syʁ waz/ ) est une commune française située dans le département du Val-d'Oise en région Île-de-France.
Elle doit sa renommée internationale aux peintres paysagistes et surtout impressionnistes, Charles-François Daubigny, Paul Cézanne, Camille Corot, Camille Pissarro et Vincent van Gogh qui sont venus puiser ici leur inspiration. On y retrouve la plupart des sites qu'ils ont immortalisés. Vincent Van Gogh y a peint 70 de ses toiles au cours des derniers mois de sa vie. Il y est mort et est inhumé dans le cimetière communal.

## Géographie

### Description
Le territoire communal s'étire sur sept kilomètres de longueur sur la rive droite de l'Oise, entre la rivière et les falaises de calcaire lutétien qui la dominent et qui ont favorisé un habitat troglodytique. Cette longueur a favorisé également la naissance de différents hameaux avec leurs spécificités maintenant atténuées par l'urbanisation progressive de la commune. Le centre du bourg se trouve au sud-est.

### Communes limitrophes
| Hérouville-en-Vexin          | Nesles-la-Vallée | Valmondois Butry-sur-Oise |
| Ennery                       | Auvers-sur-Oise  | Mériel                    |
| Pontoise Saint-Ouen-l'Aumône | Méry-sur-Oise    | Méry-sur-Oise             |

La commune d'Auvers-sur-Oise se trouve à 6 kilomètres au nord de la préfecture du Val-d'Oise, Pontoise.
Elle est localisée à 33 kilomètres au nord-ouest de la cathédrale Notre-Dame de Paris, point zéro des routes de France, et à 27 kilomètres au nord-ouest de la porte de Clichy.

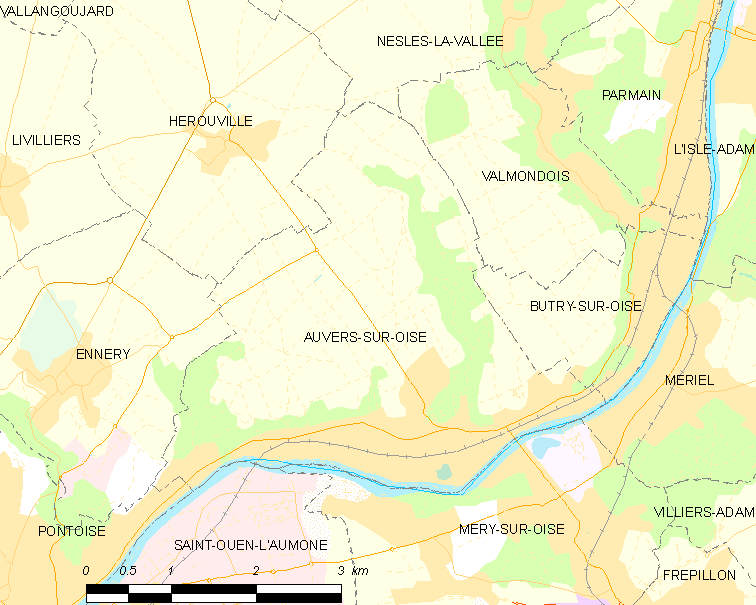
Carte de la commune.
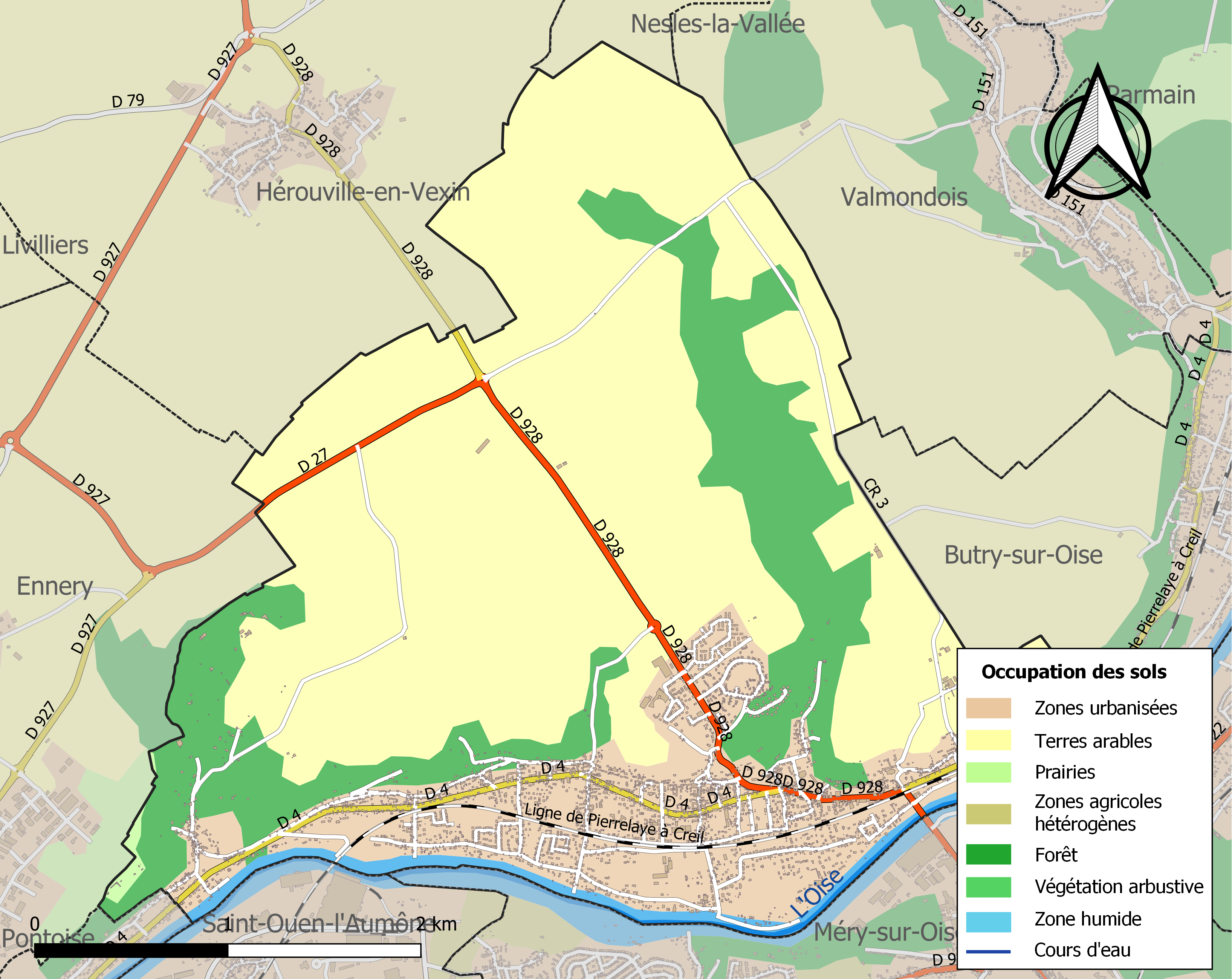
Occupation des sols.

### Géologie
La géologie de la commune est celle du Vexin français, constitutif du Bassin parisien et caractérisé par sa nature sédimentaire.
Le sous-sol comprend plusieurs types de roches superposées. La première est la craie blanche campanienne, la plus ancienne, datant d'environ 80 millions d'années et d'environ quatre-vingts mètres d'épaisseur, qui affleure dans les fonds de vallées. Elle est surmontée par une couche calcaire du Montien (65 millions d'années), pierre à bâtir vexinoise par excellence, puis par les couches d'argile et de sable de l'Yprésien, dont les argiles du Sparnacien, épaisses de cinq à quinze mètres, leur caractère imperméable provoque l'apparition de lignes de sources et rend les fonds de vallées marécageuses. Cette couche est surmontée par le sable du Cuisien, de dix à trente mètres d'épaisseur.
Ensuite se trouve l'importante masse calcaire du Lutétien, d'une épaisseur de vingt à quarante mètres, qui constitue l'assise du plateau du Vexin. Sa présence explique l'existence de phénomènes karstiques. Les couches du Bartonien qui lui succèdent (40 millions d'années) voient alterner le grès et le sable de l'Auversien, dont la localité est le stratotype (référent mondial en matière de géologie), puis le calcaire de Saint-Ouen, les sables du Marinésien, épais de cinq à trente mètres et enfin, le lœss si important à l'agriculture de cette région. Les couches sédimentaires sont entaillées par la vallée de l'Oise.

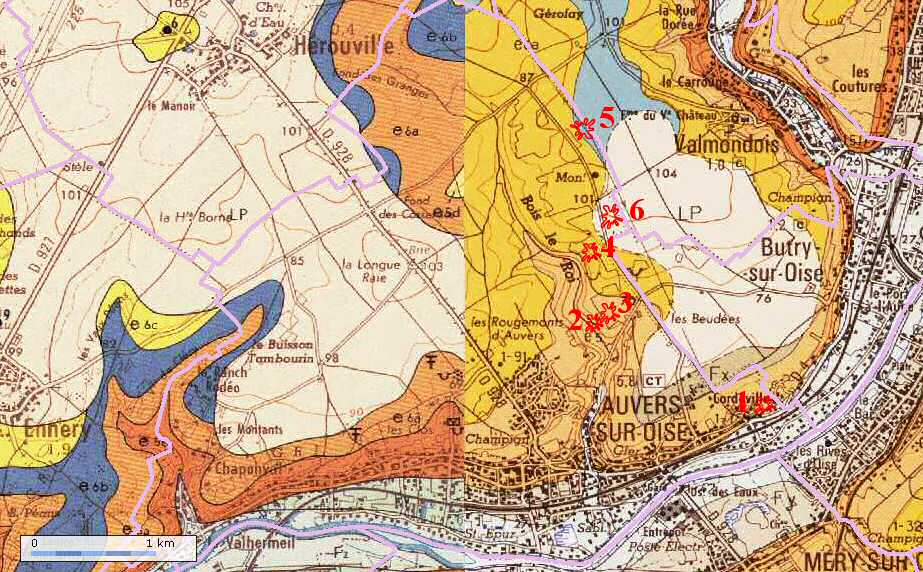
Positionnement sur cartes géologiques du BRGM, des divers affleurements géologiques d'Auvers-sur-Oise.

À Auvers-sur-Oise même, de nombreux affleurements et indicateurs géologiques sont facilement observables. La nouvelle ville d'Auvers-sur-Oise est construite sur les sables du Cuisien. Ceux-ci sont observables par endroits, le long de la D 4 en remontant l'Oise, à la base des falaises (photo aérienne et carte géologique, point 1). Ils sont constitués des sables de Cuise, grossiers à stratifications entrecroisées et contiennent du lignite. La ville historique est bâtie sur la falaise de calcaire grossier du Lutétien. C'est avec cette pierre que sont bâtis l'église peinte par Van Gogh, le château du Moyen Âge (dont les ruines du mur d'enceinte et d'une tour sont encore visibles dans certaines propriétés au-dessus de l'église), le château classique et toutes les anciennes maisons de la ville. Pour ses caractéristiques géotechniques, cette pierre a été activement exploitée à Auvers-sur-Oise même.
Elle apparaît à l'affleurement, sous forme de falaises abruptes, le long de la vallée de l'Oise (D 4, rive droite, photo aérienne et carte géologique, point 1) et du vallon encaissé du chemin des Vaux (GR1, photo aérienne et carte géologique, point 2). Autour de ce dernier, certaines exploitations souterraines sont encore visibles. L'âge de ces exploitations et l'absence d'entretien sont responsables de l'effondrement du toit de certaines de ces carrières. Ces effondrements (fontis) sont si développés qu'ils arrivent parfois au jour comme c'est le cas de quelques-uns d'entre eux, sur le plateau boisé à l'est du chemin des Vaux (photo aérienne et carte géologique, point 3). Au-dessus de cette importante masse calcaire solide se sont déposés des sables. Le passage de l'un à l'autre n'est malheureusement plus visible actuellement. Auvers-sur-Oise est d'ailleurs la commune où ont été définis la formation des Sables d'Auvers et plus généralement le sous-étage Auversien (Bartonien inférieur). L'auversien est constitué à Auvers-sur-Oise, et plus précisément au Bois le Roi (photo aérienne et carte géologique, point 4), des formations des Sables d'Auvers (sables et grès grossiers à stratifications entrecroisées) et des Sables de Beauchamp (sables et grès fins à stratification horizontale) (ère tertiaire, période de l'Éocène supérieur, soit environ 40 millions d'années). Au-dessus de ces sables sont observables par endroits, dans les champs, les restes du calcaire de Saint Ouen (photo aérienne et carte géologique, point 5). Cet ensemble est recouvert par une couche de lœss, fine poussière silico-argilo-calcaire, formée par les phénomènes périglaciaires durant les épisodes glaciaires de l'Holocène, propice à l'agriculture et visible dans les champs (photo aérienne et carte géologique, point 6).

### Hydrographie
Le territoire communal est limité au sud par le lit de l'Oise, l'un des principaux affluents de la Seine..
La rivière naît en Belgique, traverse 139 communes le long de ses 341,1 kilomètres en France avant de se jeter dans la Seine à Conflans-Sainte-Honorine, à quelques kilomètres en aval d'Auvers.
Le centre du village se situe au débouché de la ravine des Vallées, entaille de deux kilomètres environ de longueur dans le plateau du Vexin se dirigeant vers le cours de l'Oise, mais celle-ci n'est plus qu'une vallée sèche.

### Climat
Pour des articles plus généraux, voir Climat de l'Île-de-France et Climat du Val-d'Oise.
En 2010, le climat de la commune est de type climat océanique dégradé des plaines du Centre et du Nord, selon une étude du CNRS s'appuyant sur une série de données couvrant la période 1971-2000. En 2020, Météo-France publie une typologie des climats de la France métropolitaine dans laquelle la commune est dans une zone de transition entre le climat océanique et le climat océanique altéré et est dans la région climatique Sud-ouest du bassin Parisien, caractérisée par une faible pluviométrie, notamment au printemps (120 à 150 mm) et un hiver froid (3,5 °C).
Pour la période 1971-2000, la température annuelle moyenne est de 11,7 °C, avec une amplitude thermique annuelle de 15 °C. Le cumul annuel moyen de précipitations est de 662 mm, avec 10,7 jours de précipitations en janvier et 7,6 jours en juillet. Pour la période 1991-2020, la température moyenne annuelle observée sur la station météorologique la plus proche, située sur la commune de Pontoise à 6 km à vol d'oiseau, est de 12,5 °C et le cumul annuel moyen de précipitations est de 666,7 mm,. Pour l'avenir, les paramètres climatiques de la commune estimés pour 2050 selon différents scénarios d'émission de gaz à effet de serre sont consultables sur un site dédié publié par Météo-France en novembre 2022.

## Urbanisme

### Typologie
Au 1er janvier 2024, Auvers-sur-Oise est catégorisée grand centre urbain, selon la nouvelle grille communale de densité à sept niveaux définie par l'Insee en 2022.
Elle appartient à l'unité urbaine de Paris, une agglomération inter-départementale regroupant 407  communes, dont elle est une commune de la banlieue,,. Par ailleurs la commune fait partie de l'aire d'attraction de Paris, dont elle est une commune du pôle principal,. Cette aire regroupe 1 929 communes,.

### Occupation des sols
Les 1 280,93 hectares de la ville (rivière incluse) se répartissent en 977,54 hectares de terres agricoles situées sur les 3/4 septentrionaux de la commune (soit 76 % de la surface totale), 226,43 hectares d'espace urbain construit (soit 18 %) et 76,96 hectares d'espace urbain non construit (soit 6 %).

### Morphologie urbaine
La trame urbaine le long de l'Oise est constituée en très forte majorité de maisons individuelles, essentiellement des XIXe et XXe siècles. À noter qu'un quartier pavillonnaire est situé sur le plateau, à quelques centaines de mètres du bourg.

### Lieux-dits, hameaux et écarts
- Chaponval,
- Cordeville (de Corbeville), hameau peint par Van Gogh,
- le Montcel (Monselle, de Monsellus, petite montagne)[a 1],
- les Vaissenots ou Vessenots, hameau peint par Van Gogh,
- Valhermeil (de Val Hermer, nom du propriétaire des lieux au début du XIIe siècle),
- les Vallées.

### Habitat et logement
En 2019, le nombre total de logements dans la commune était de 3 133, alors qu'il était de 3 044 en 2014 et de 2 985 en 2009.
Parmi ces logements, 91,6 % étaient des résidences principales, 2,6 % des résidences secondaires et 5,7 % des logements vacants. Ces logements étaient pour 81,4 % d'entre eux des maisons individuelles et pour 18,2 % des appartements.
Le tableau ci-dessous présente la typologie des logements à Auvers-sur-Oise en 2019 en comparaison avec celle du Val-d'Oise et de la France entière. Une caractéristique marquante du parc de logements est ainsi une proportion de résidences secondaires et logements occasionnels (2,6 %) supérieure à celle du département (1,3 %) et à celle de la France entière (9,7 %). Concernant le statut d'occupation de ces logements, 77,8 % des habitants de la commune sont propriétaires de leur logement (77,9 % en 2014), contre 55,9 % pour le Val-d'Oise et 57,5 pour la France entière.
| Typologie                                               | Auvers-sur-Oise | Val-d'Oise | France entière |
| ------------------------------------------------------- | --------------- | ---------- | -------------- |
| Résidences principales (en %)                           | 91,6            | 92,6       | 82,1           |
| Résidences secondaires et logements occasionnels (en %) | 2,6             | 1,3        | 9,7            |
| Logements vacants (en %)                                | 5,7             | 6          | 8,2            |

Auvers-sur-Oise comptait 2 779 logements dont 2 530 résidences principales en 1999. Lors de ce recensement, 91,0 % des résidences auversoises sont des résidences principales et 3,6 % des résidences secondaires. L’âge moyen du parc immobilier est légèrement plus important que la tendance régionale, une forte majorité des logements étant antérieure à 1975 : les constructions antérieures à 1949 représentaient 36,3 % du parc contre 33,7 % pour la moyenne régionale francilienne. Mais 28,7 % des résidences principales dataient de 1949 à 1974, contre 37,8 % en Île-de-France. Les constructions récentes sont pourtant plus présentes que la moyenne de la région, signe d'une réelle politique de construction de logements neufs : en 1999, 15,1 % des résidences principales dataient de 1990 ou après contre 9,1 % en Île-de-France.
Auvers-sur-Oise est une commune très majoritairement pavillonnaire comptant néanmoins quelques petits logements collectifs, et surtout constituée de propriétaires. En 1999, Le taux de propriété est élevé : 80,0 % des habitants sont propriétaires de leur logement, contre 16,4 % qui ne sont que locataires (respectivement 44,3 % et 51,1 % dans la région),.
Auvers-sur-Oise est soumise à l'obligation légale de construction de 25 % de logements sociaux en vertu de la loi relative à la solidarité et au renouvellement urbains de 2000. Avec 65 logements HLM, soit 2,6 % du parc en 1999 (23,4 % dans la région), la commune est loin de respecter les dispositions de la loi. Ce taux de logements sociaux n'a que faiblement augmenté, n'atteignant que 7 % en 2017, amenant alors le préfet à sanctionner financièrement la commune de plus de 341 000 € par an, durant trois années consécutives. Cette pénalité est néanmoins jugée « disproportionnée » par le Conseil d'État, à la grande satisfaction de la maire Isabelle Mézières qui rappelle les contraintes induites par la nature même du territoire de la commune, située entre l’Oise et une falaise de calcaire, et soumise à un risque important d'inondations, ainsi qu'à des contraintes de protection des nombreux monuments historiques de la ville.
Très majoritairement constituées de maisons individuelles, les habitations se caractérisent par leur surface importante :  en 1999, une forte majorité compte quatre pièces et plus (71,1 %). Suivent les logements de trois pièces (17,4 %), puis 2 pièces (8,9 %). Les petits logements d'une pièce restent très minoritaires, ne constituant que 2,5 % du parc. La commune possède ainsi des logements assez conformes aux tendances franciliennes mais néanmoins une nette sous-représentation des petites surfaces due à la très faible proportion de logements collectifs,.

### Voies de communication et transports

#### Réseau routier

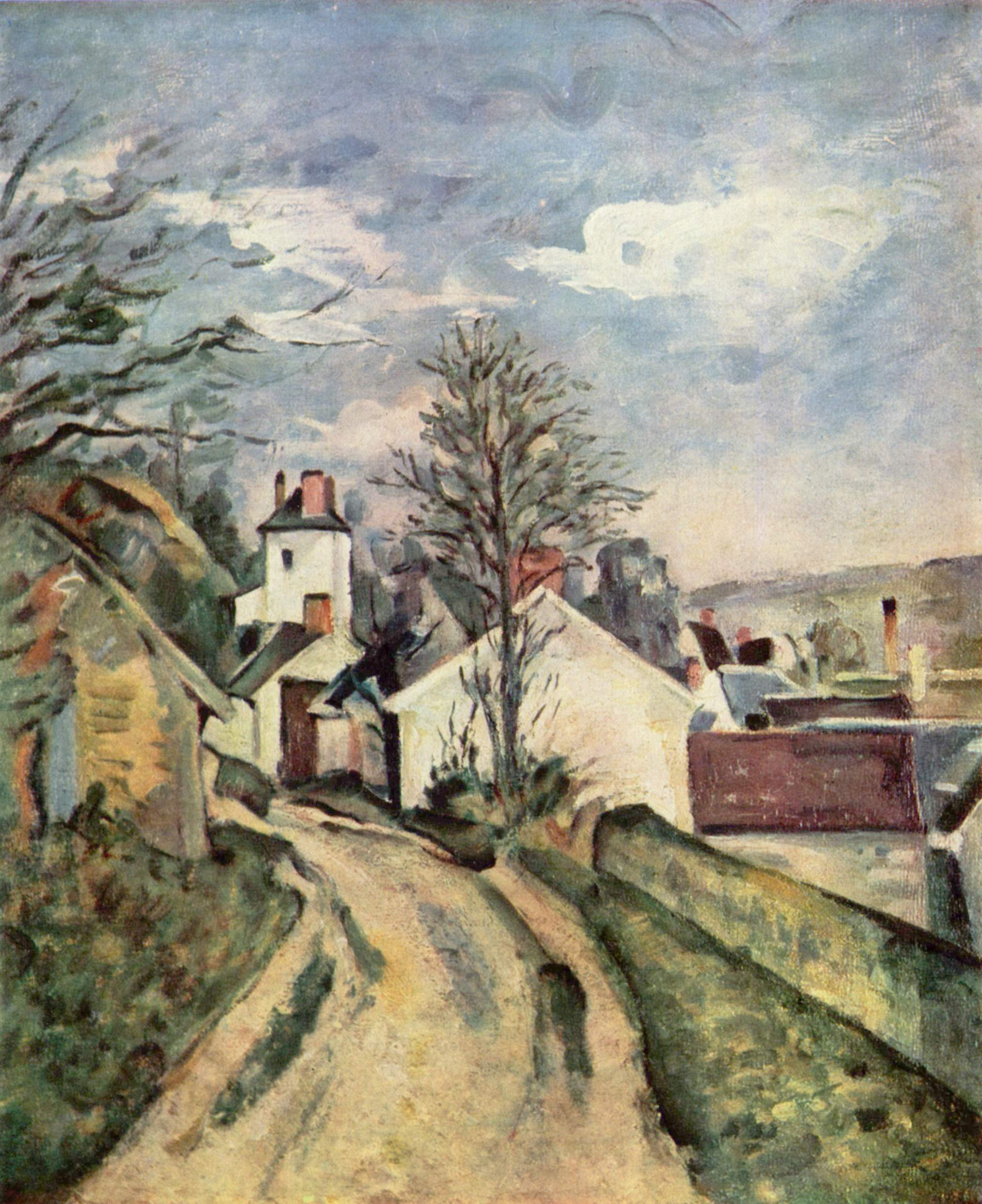
Paul Cézanne, La Maison du Docteur Gachet, Paris, musée d'Orsay.

Les voies les plus importantes qui traversent la commune sont deux routes départementales.
La route départementale 928 (ex-RN 328) relie Saint-Denis (département de la Seine-Saint-Denis) au sud à Hérouville sur le plateau du Vexin français à une trentaine de kilomètres au nord. Elle suit en permanence une direction nord-ouest et traverse successivement Villetaneuse et Deuil-la-Barre avant de former la limite communale entre Montmorency et Enghien-les-Bains, puis traverse plusieurs autres communes de la vallée de Montmorency avant de traverser l'Oise entre Méry-sur-Oise et Auvers-sur-Oise sur le pont d'Auvers.
La route départementale 4 relie Pontoise à Persan en longeant la rive droite de l'Oise. Elle traverse la commune sur toute sa longueur d'ouest en est et constitue l'épine dorsale de sa trame urbaine. La route se dirige ensuite vers les communes en amont de l'Oise, Butry-sur-Oise, Valmondois, Parmain, Champagne-sur-Oise.
Auvers est également traversée par la ligne de chemin de fer de Pontoise à Creil depuis 1846.
Ces différentes infrastructures terrestres ont un impact relativement limité en termes de pollution sonore selon la réglementation. Les principales voies routières sont classées de catégorie 3, ou 4 dans le centre, de niveau modéré. En revanche, la voie ferrée est classée de niveau 2 (élevé), mais elle n'est de fait utilisée pour l'essentiel que pour un trafic voyageurs diurne de desserte locale à la densité de circulation assez faible (liaison radiale Transilien Pontoise à Creil).

#### Transports ferroviaires
- La commune est desservie par deux gares du Transilien Paris-Nord : la gare d'Auvers-sur-Oise proprement dite et la gare de Chaponval, à l'ouest de la commune sur la même ligne Pontoise-Creil ( ). La commune est ainsi desservie d'ouest en est par la ligne de Pierrelaye à Creil, ouverte en 1846.
- Pour se rendre à Auvers en provenance de Paris, gare Saint-Lazare, gare du Nord, ou par la ligne C du RER, il faut changer soit à Saint-Ouen-l'Aumône soit à Pontoise ou à Valmondois. Un train direct relie la gare du Nord à Auvers-sur-Oise les samedis, dimanches et jours fériés de début avril à fin octobre[22].
- Auvers est également traversée par les lignes 95.07 (ligne reliant la gare de Cergy-Préfecture à la gare de Valmondois ou Jouy-le-Comte – Église à Parmain pour certaines courses) du réseau de bus du Vexin et 1317 (ligne reliant la gare de Cergy-Préfecture puis effectuant une desserte circulaire dans Auvers-sur-Oise) du réseau de bus Haut Val-d'Oise.

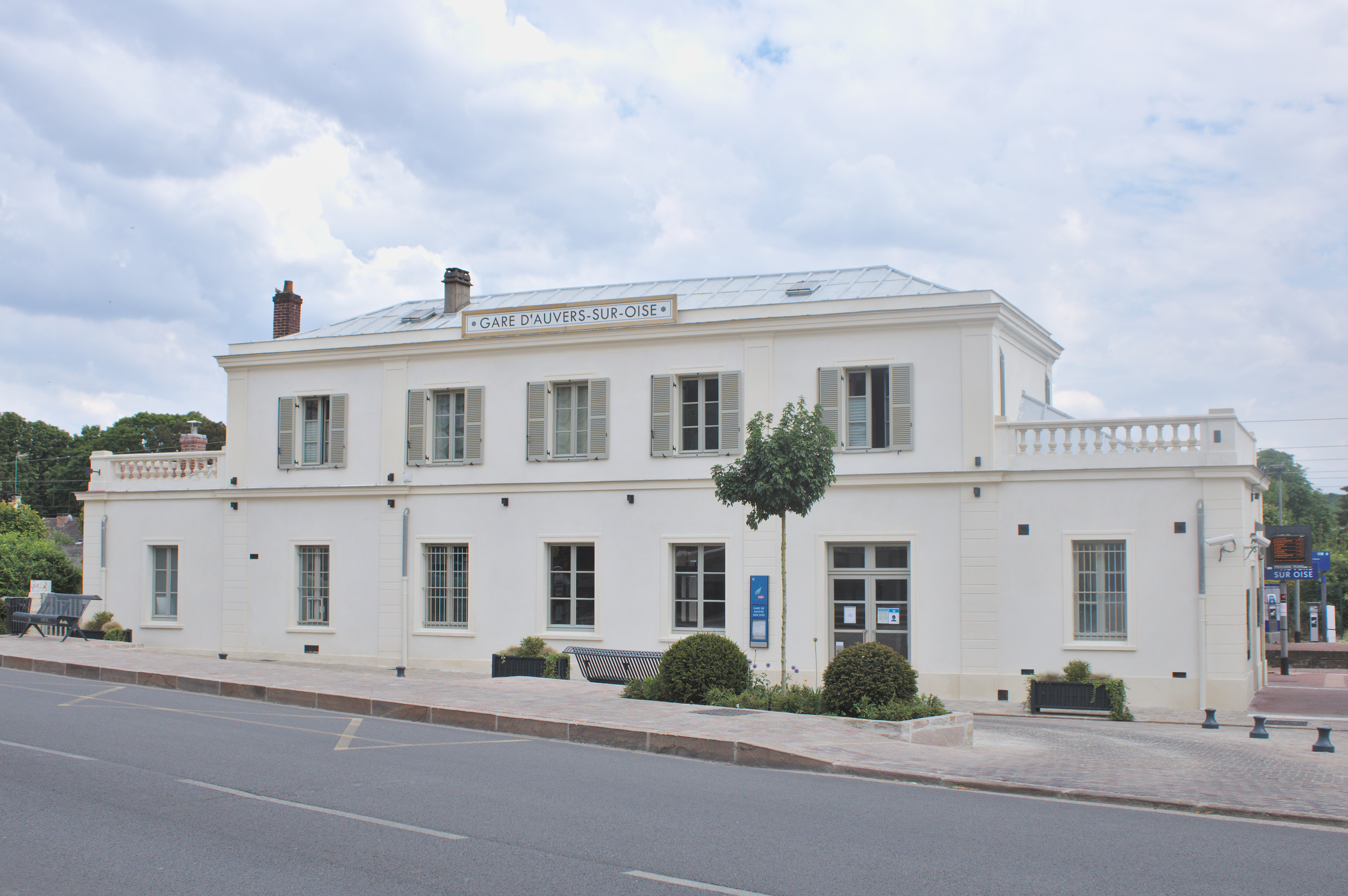
Gare d'Auvers-sur-Oise.
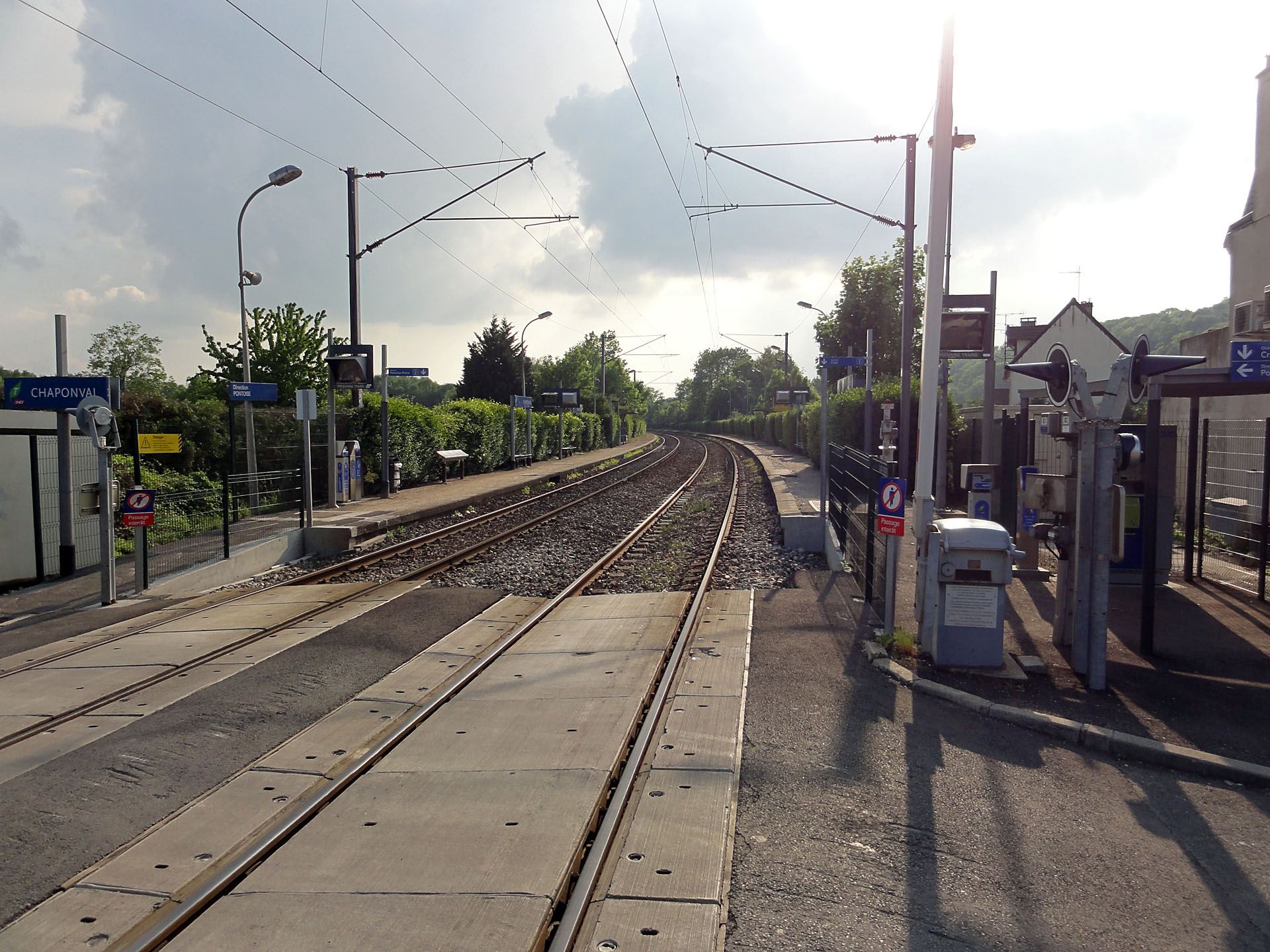
Gare de Chaponval.
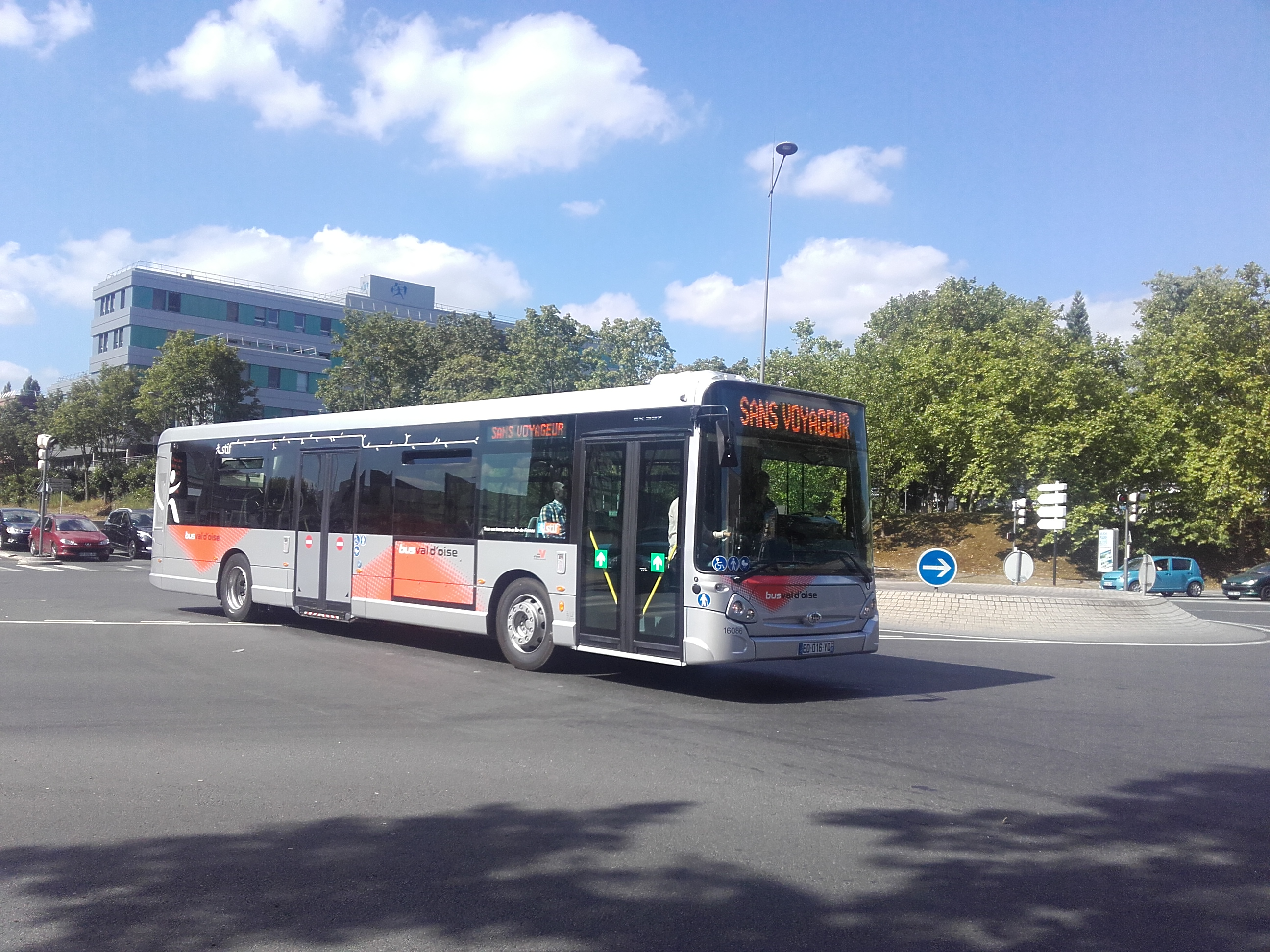
Ligne du réseau de bus Haut Val-d'Oise.

#### Circulation douce
La commune comporte une piste cyclable, aménagée le long d'une partie de la D 928 du château de Léry en direction d'Hérouville sur environ un kilomètre et demi.
La commune est traversée par deux sentiers de randonnée : le sentier de grande randonnée GR1 et le sentier de grande randonnée de pays de la ceinture verte d'Île-de-France. Ils se prolongent tous les deux vers Ennery à l'ouest. Le GR1 se prolonge vers Valmondois au nord-est, et le sentier de la ceinture verte vers Méry-sur-Oise au sud-est.

### Risques naturels et technologiques
La situation géographique d'Auvers-sur-Oise rend la commune particulièrement vulnérable à des risques naturels : la commune est soumise à un risque de mouvement de terrain sur la totalité de la falaise constituant l'escarpement du plateau du Vexin qui domine la plaine alluviale et le village. Plus important, la plaine alluviale est à risque élevé d'inondation consécutif à une crue de l'Oise, en particulier entre le cours de la rivière et la voie ferrée puis la route départementale 4 au Valhermeil. Ce risque a motivé la mise en place d'un plan de prévention contre les risques d'inondation (PPRI), mis en vigueur en juillet 1998 par arrêté préfectoral. Il concerne dans le Val-d'Oise les vingt-deux communes riveraines de l'Oise. Ce plan détermine quatre zones, prioritaires sur les plans Locaux d’urbanisme (PLU) des communes concernées : une zone rouge délimitée en fonction des crues de 1926 et 1995, une zone bleue où l’urbanisation est fortement réglementée, une zone verte, restée non bâtie et devant le rester et une zone orange, servant de champ de stockage et d’expansion des crues (la plaine entre Asnières-sur-Oise et Noisy-sur-Oise et la plaine de Champagne-sur-Oise en amont, le méandre de Cergy-Neuville en aval, qui devraient permettre le stockage de 2,5 millions de m3 d’eau).
La commune comprend un site recensé sur la base de données du ministère de l'écologie relative aux sites et sols pollués (ou potentiellement pollués) appelant une action des pouvoirs publics, à titre préventif ou curatif (BASOL). Ce site, une ancienne usine à gaz en activité de 1904 à 1933, est la propriété de Gaz de France et ne constitue selon les études qu'un lieu à risque faible de pollution. La commune compte en revanche trente petits sites industriels, actuels ou anciens, potentiellement pollués (anciens ateliers, stations-service ou décharges par exemple).

## Toponymie
Auvers en 1164.
D'après Albert Dauzat et Charles Rostaing, ce toponyme  provient du gaulois Arvernus surnom d’homme (ethnique) ; ou bien des deux mots are (devant) et vern- (aulne).

## Histoire

### Moyen Âge
Le lieu est cité pour la première fois dans une charte du début du IXe siècle. Dans cette charte de janvier [832, l'abbé Hilduin partage les terres entre les religieux et lui-même. Charles-le-Chauve confirme ce partage dans une charte du 19 septembre 862 à Compiègne, et l'existence d'un pont à Auvers est mentionnée. Ce pont est détruit en 862 par les Vikings, puis reconstruit sur ordre de Charles-le-Chauve, puis finalement de nouveau détruit lors de l'attaque de Pontoise et du long siège de Paris par les Vikings en novembre 885. À cette époque, le village est possession des comtes du Vexin. Le roi de France Philippe Ier en hérite à la fin du XIe siècle. À cette époque, seule la partie comprise entre le Valhermeil et les Vallées était habitée.
Auvers appartient ainsi au XIIe siècle à Louis VI le Gros qui, en 1131, donne l'église à l'abbaye Saint-Vincent de Senlis qui la conserve jusqu'en 1790. À la mort du roi en 1137, sa veuve, Alix ou Adèle de Savoie, se retire à Auvers dans le manoir royal situé derrière l'église. Le village est, par la suite, cédé à Richard de Vernon par le roi Philippe-Auguste en échange de la châtellenie de Vernon et du domaine de Longueville avant de redevenir la propriété de la puissante abbaye de Saint-Denis par le biais de plusieurs donations successives du XIVe au début du XVIIIe siècle. Le village entre finalement définitivement dans le domaine royal.
Au cours de la guerre de Cent Ans, Auvers subit le même sort que tout le Vexin français : les châteaux forts pouvant servir de refuges à l'ennemi sont détruits sur ordre de Gasce de Bonconvilliers, gouverneur militaire de Pontoise – on peut supposer que le château seigneurial des Vernon à Auvers subit ce même sort – et les villages sont désertés par leurs habitants fuyant se réfugier à Pontoise ou L'Isle-Adam avant l'arrivée des Anglais, effective en 1356, qui pillent et saccagent alors le pays tout entier.

### Temps modernes
Un registre de l'abbaye de Saint-Denis daté de 1499 à 1501 apporte quelques précisions sur le village : celui-ci ne compte alors que des viticulteurs, hormis un tonnelier et un tisserand. En 1523, des aventuriers et pillards détachés de l'armée anglaise de Picardie tentent de prendre Pontoise. En juin 1525, des pillards italiens et français qui s'étaient échappés à la défaite de Pavie se répandent dans le Vexin. Ils tuent des paysans et brûlent les fermes avant d'attaquer Pontoise et d'être finalement repoussés.
Durant les années 1580, les plus anciens cahiers paroissiaux indiquent une population d'environ 1 800 habitants.
Lors des guerres de Religion, le village subit, comme tout le Vexin français, une nouvelle période aussi difficile que la guerre de Cent Ans. Pontoise se déclare pour la Ligue, Henri III et Henri de Navarre assiègent ainsi la ville en 1589, accompagnés de mercenaires allemands qui dévastent toute la région au passage. En 1590, la nouvelle garnison de Pontoise fait régulièrement des sorties contre le château de L'Isle-Adam ; livrées à elles-mêmes à cette époque, elle pillent le village afin d'assurer leur subsistance. Fin 1592, le pays est exsangue : le gouverneur contraint néanmoins les habitants du Vexin à payer leurs tailles et impôts. À cela s'ajoute plusieurs calamités naturelles, une inondation catastrophique en octobre 1564, une épidémie en 1583, et un ouragan de grêle le 11 juin 1593.
À la suite des guerres désastreuses, l'abbaye de Saint-Denis cède des terres pour réduire son endettement : celle d'Auvers est vendue à un gentilhomme bourguignon, Jean-François de Berbisy le 3 juin 1599 pour la somme de six mille écus d'or.

#### XVIIeetXVIIIesiècles

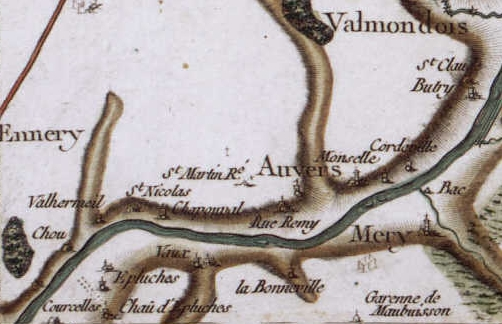
Auvers-sur-Oise vers 1780 (carte de Cassini).

L'hiver 1607-1608 est particulièrement rigoureux pendant deux mois : la plupart du bétail meurt. Deux autres périodes intenses de froid ont les mêmes conséquences en 1768 et 1774. Le 15 novembre 1615, le seigneur, le prieur et les habitants du village s'assemblent comme de coutume au son de la cloche devant la porte de l'église. Au vu des pillages et ravages, ils décident de poursuivre la fortification de l'église et du cimetière joint à l'hôtel seigneurial afin de constituer une retraite pour les habitants, les animaux et les grains.
Une épidémie de peste éclate à Auvers au printemps 1637. Elle reprend l'année suivante  alors que Pontoise subit la grande peste. On relève soixante-sept décès dans l'année. Selon Pihan de la Forest, Auvers compte en 1728 deux-cent-soixante-quatorze feux, soit huit-cent-trente-trois habitants. Des chiffres sans doute plus fiables issus des registres nominatifs du prieuré donnent en mai 1780 mille-quatre-cent-quarante habitants au total, répartis comme suit : cent-trente-deux à l'église, quatre-vingt-quinze aux Vallées, cinquante-huit rue Callé, quatre-vingt-quinze rue Roger, deux-cents rue Boucher, vingt-deux à l'Ormetel, cinquante-deux aux Vaissenots, cent-quatorze rue Rémy, quatre-vingt-seize aux Remys, trente-six à Fours, quatre-vingt-trois au Gré, quatre-vingt-onze à Chaponval, cent-cinquante-deux au Valhermeil, soixante-dix-neuf au Moncel, quarante à Cordeville, cent-quatre-vingt-quatre à Butry et neuf à Claibois.
Une autre calamité fond sur le pays : Auvers se situe entre Pontoise et L'Isle-Adam, soit au centre des chasses du prince de Conti. Celui-ci souhaite donc ardemment l'acquérir afin de supprimer cette barrière à son plaisir. Il obtient du roi en 1743, après une longue insistance, la concession de la chasse à titre conservatoire : le pays est alors ruiné par la prolifération du gibier. Le 2 mai 1779, le contrat de vente est enfin signé, mais le prince de Conti étant mort en 1776, c'est son fils Louis-François-Joseph de Bourbon-Conti qui réalise l'acquisition tant convoitée. Mais il ne conserve que quatre ans la seigneurie, la rétrocédant en octobre 1783 à Monsieur, frère de Louis XVI et futur Louis XVIII.

### Révolution française et Empire
Les récoltes de 1788 furent détruites par un terrible ouragan de grêle, la difficulté des transports ne permettait pas le ravitaillement et la famine s'installa. Monsieur Chéron qui venait d'acquérir le domaine de Léyrit se mit avec zèle au service de la population et utilisa son influence auprès du gouvernement pour obtenir du secours, de plus l'hiver suivant très rigoureux vint s'ajouter aux calamités.
Le gouvernement accorda 1365 livres à la paroisse d'Auvers sur Oise, cela dit les habitants attendaient la réunion des états généraux pour aviser aux moyens de remédier à toutes ces misères.
Les habitants d'Auvers ont remis au siège de leur bailliage le cahier de doléances dans lequel ils signalaient trop de gibiers nuisibles aux récoltes, les droits de chasse réservés aux propriétaires fonciers, le manque de chemins praticables permettant difficilement le charroi.
La réunion des états généraux transformée ensuite en assemblée abolissant le servage et les citoyens furent appelés a prendre part aux affaires publiques.
Ainsi comme maires : En 1790 Antoine Garrot, en 1793 Louis Postolle, en 1795 J-L Bélargent,en 1800 Louis Claude Chéron, en 1805 retour de JL Bélargent avec LR Caffin comme adjoint, en 1808 A J-P Guérin de Butry.
Un grand nombre d'Auversois ont participé aux guerres en Europe,
De 1809 à 1813 : opérations cadastrales qui ont servies pour l'alignement des routes, nouveaux tracés et du chemin de fer.
En 1811 le conseil municipal décide de faire faire en urgence la réparation des arcs boutants de l'église.
En 1813 M.Mesny succède à A J-P Guérin.
En 1814 le garde champètre était chargé de recueillir les objets  nécessaires au service des hôpitaux.
Les armées alliées occupèrent toute la région autour de la capitale et restèrent quelque temps à Pontoise en particulier des détachements bavarois et russes dont des cosaques et certains pillèrent quelques maisons du Valhermeil.
La commune du  elle-même loger le colonel d'état-Major uhlans ainsi  que 6 officiers et 130 hommes ainsi que la nourriture (évaluée à 1889 francs).
Les mêmes faits se sont reproduit lors de la 2ème invasion de 1815
et cette fois avec des troupes prussiennes violentes et brutales et exigèrent des réquisitions dont le préjudice pour la commune était estimé à 1785 francs.
En 1816 L.P Rouzé succède à M. Mesny.
En 1819 Isaac Oriot succède LP Rouzé.
En 1826 Henri Chéron succède à I. Oriot.
1829 marque le retour d'Isaac Oriot comme maire

### Époque contemporaine

#### XIXesiècle
La grande épidémie de choléra qui sévit à Paris en 1832 frappe également Auvers, essentiellement l'ouest de la commune : on y compte vingt-trois décès pour le seul mois de mai. Le déplacement du cimetière, alors situé autour de l'église, est envisagé pour des raisons sanitaires, mais reste sans suite faute de moyens. Le choléra fait son retour en 1849 et 1854.
En 1843, la commune prend le nom d'Auvers-sur-Oise.
Le 14 juin 1846, est inaugurée la ligne ferroviaire de Paris à Lille — dont l'itinéraire passe alors par la vallée de l'Oise — créant une relation directe vers la gare du Nord et Paris à raison de quatre à cinq relations quotidiennes en environ une heure de parcours. Cette nouvelle ligne, ouverte aux voyageurs le 20 juin, et ses locomotives à vapeur amènent les Parisiens avides de parties de campagne et de canotage. La gare de Chaponval  est elle inaugurée en 1886.
En 1860, le peintre Charles-François Daubigny amarre son bateau-atelier, Le Botin, sur les berges de l'Oise au pied du village. Très vite, ses amis peintres viennent lui rendre visite.
La commune subit plusieurs crues de l'Oise causant d'importants dégâts en décembre 1836, février 1859 (crue de plus de trois mètres) et janvier 1861.

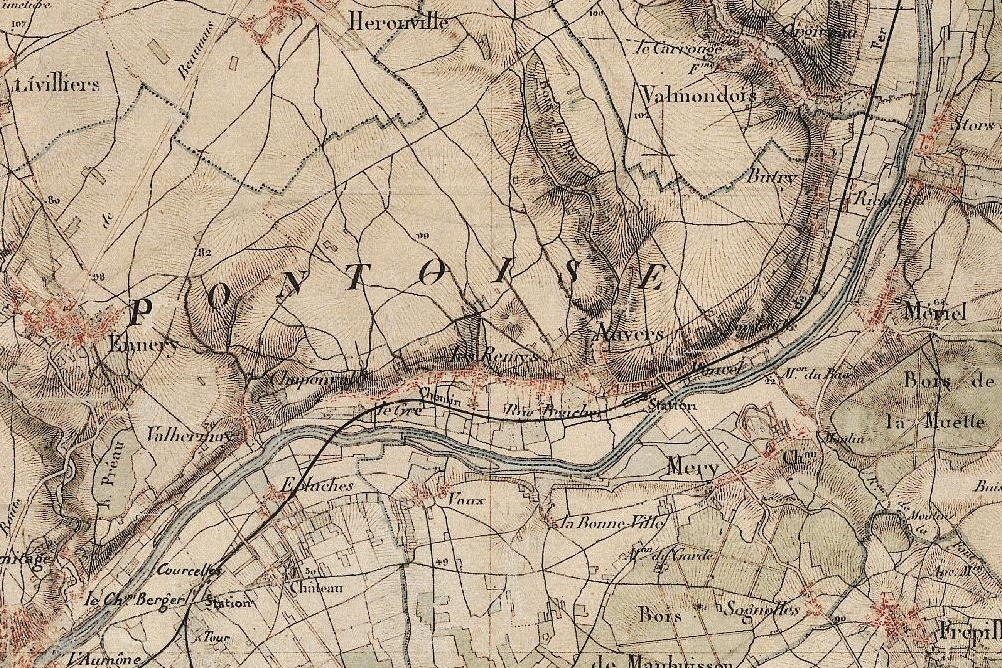
Carte de France dite d'État-Major, vers 1870.

#### Guerre franco-prussienne de 1870
À la suite du désastre de Sedan en 1870, les autorités imposent de détruire les ponts sur l'Oise afin de retarder au maximum les troupes Prussiennes : le pont ferroviaire de Chaponval est miné le 15 septembre puis le pont routier dès le lendemain. Dès le 18 septembre, la 6e division de cavalerie et la 3e division d'infanterie Prussiennes sont à Pontoise. Les troupes ne campent pas à Auvers mais viennent fréquemment procéder à des réquisitions, essentiellement de produits agricoles (avoine, paille, foin), mais parfois également d'attelages, situation rendue encore plus difficile par la rigueur de l'hiver 1870-1871. Le retour des troupes en Prusse provoqua le passage de nombreuses troupes et l'occupation du village du 18 mars au 7 juin 1871.

#### Début de la IIIe  République

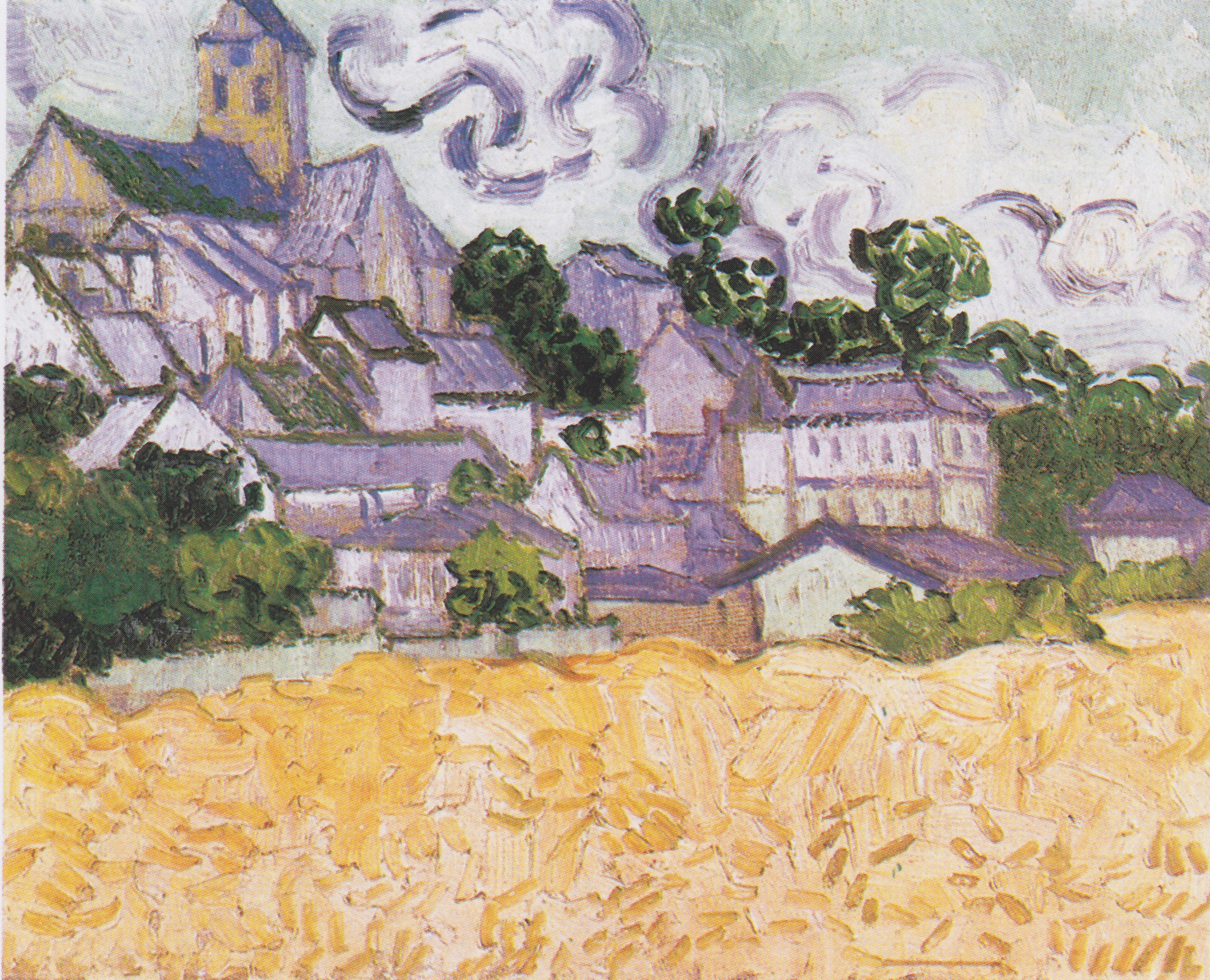
Vue sur Auvers avec champ de blé, par Vincent van Gogh en 1890.

Dans la nuit du 26 au 27 décembre 1887, le pont d'Auvers, réédifié quatorze années auparavant, s'écroule brutalement sans raison apparente, probablement usé par les nombreux chariots de pierre. Cette situation impose alors aux habitants de longs détours par Butry ou par Pontoise durant deux ans.
Vincent van Gogh arrive à Auvers en mai 1890, invité par le docteur Paul Gachet afin d'y suivre une thérapie. Le 26 juillet 1890, il tente de se donner la mort en plein champ avant de mourir trois jours plus tard le 29 juillet 1890 dans sa chambre de l'auberge Ravoux que l'on visite toujours en 2018. Il peignit 70 tableaux à Auvers dont beaucoup eurent le village ou sa campagne comme toile de fond. Le film d'animation britannico-polonais La Passion Van Gogh (2017) revient sur cet épisode de la vie de Van Gogh.

#### Première Guerre mondiale

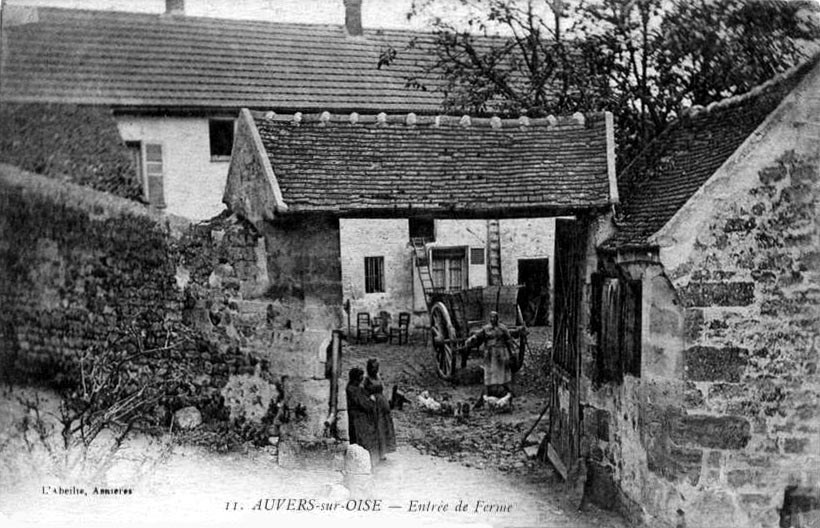
Entrée d'une ferme à Auvers vers 1900.

Le 3 septembre 1914, le Génie français fait sauter le pont ferroviaire de Mours, puis le viaduc de Moulin-Neuf à Presles, puis successivement les ponts routiers de L'Isle-Adam, de Stors et d'Auvers, alors que des patrouilles d'éclaireurs de Uhlans allemands sont aperçues à Auvers, à Chaponval, à L'Isle-Adam, à Beaumont-sur-Oise, à Marines, à Vallangoujard, à Bornel...
Le 3 septembre 1914, une patrouille du 3e grenadiers à cheval Allemand est signalée à Auvers.
Ces incursions cessent définitivement après les batailles de l'Ourcq et de la Marne

#### L'urbanisation et la ville contemporaine
Durant le XXe siècle, Auvers-sur-Oise connait  un développement pavillonnaire comme la plupart des communes voisines de la vallée de l'Oise, l'essentiel de la bande de terre d'environ 500 mètres de largeur moyenne, limitée d'un côté par l'Oise et de l'autre par la falaise du plateau du Vexin est ainsi largement urbanisée à la fin du XXe siècle. Cette densification ayant été assez progressive et respectueuse du site, la commune conserve ainsi en l'état la quasi-totalité des sites peints par les impressionnistes. Ces sites ainsi que les tombes des frères Van Gogh ont attiré les touristes depuis plus d'un siècle. Les deux dalles contiguës sont recouvertes de lierre dont les branches entrelacées sont le symbole de la réunion des deux frères qui ne sont pas toujours compris. Aucun aménagement touristique important n'ayant été mis en œuvre, ce tourisme assez limité ne profitait que bien peu à la commune et à sa région.
La municipalité, aidée par le conseil général du Val-d'Oise a mis en œuvre au début des années 1990 un vigoureux plan de développement touristique, consistant en un renforcement des services de l'office de tourisme, la restauration et l'ouverture au public de l'auberge Ravoux, lieu de séjour et de mort de Vincent van Gogh (il habitait dans la chambre no 5 sous les toits), la restauration et la création d'un parcours spectacle au temps des impressionnistes au château de Léry, l'ouverture d'un petit musée privé consacré à l'absinthe, boisson mythique de la Belle Époque, et plus récemment, le rachat par le Conseil général et l'ouverture en 2003 de la maison du docteur Gachet. Cette mise en valeur s'est accompagnée d'une dynamique politique culturelle, ayant fortement augmenté l'offre culturelle de la commune tout au long de l'année.
La municipalité a également aménagé l'espace urbain en créant des circulations dites « douces », isolées de la circulation automobile, reliant entre eux les divers sites remarquables de la cité jusqu'aux berges de l'Oise. Ces circulations ont fait en outre l'objet d'un fleurissement collectif, les riverains étant invités à semer et entretenir les trottoirs et bas-côtés avec l'aide de la municipalité. Une halte nautique a également été installée le long de la rivière pour tirer parti du tourisme fluvial.
Cette politique a porté ses fruits, propulsant la commune en moins de dix ans parmi les plus visitées d'Île-de-France avec environ 300 000 visiteurs par an, attirant de nombreux touristes étrangers, américains et japonais notamment, séduits, à l'exemple de Barbizon, par ce village des peintres. Dans le même temps, le plateau du Vexin peint par les impressionnistes, dont les trois-quarts nord de la commune sont une composante, a été protégé, en complément du classement ancien du site, par la création en 1995 du parc naturel régional du Vexin français dont la commune est membre fondatrice.

#### LeXXIesiècle
Au XXIe siècle, la municipalité poursuit sa politique en encourageant la création d'une offre de logement à destination des touristes (hôtels et chambres d'hôtes) encore largement insuffisante dans le Vexin français. Elle se doit également de mieux canaliser les flux touristiques, le stationnement des cars de tourisme en particulier, afin d'éviter l'accroissement des nuisances pour les habitants de la commune.
Le 17 juin 2003, une vaste opération de police est mise en œuvre, entraînant l'arrestation de plus de 150 personnes au siège européen du Conseil national de la résistance iranienne (CNRI), dominé par l’Organisation des moudjahiddines du peuple iranien (OMPI, mouvement d’opposition armée au régime de Téhéran), mais la cour d’appel de Paris a ordonné en moins de deux semaines la libération des opposants iraniens emprisonnés,.

## Politique et administration

### Rattachements administratifs et électoraux

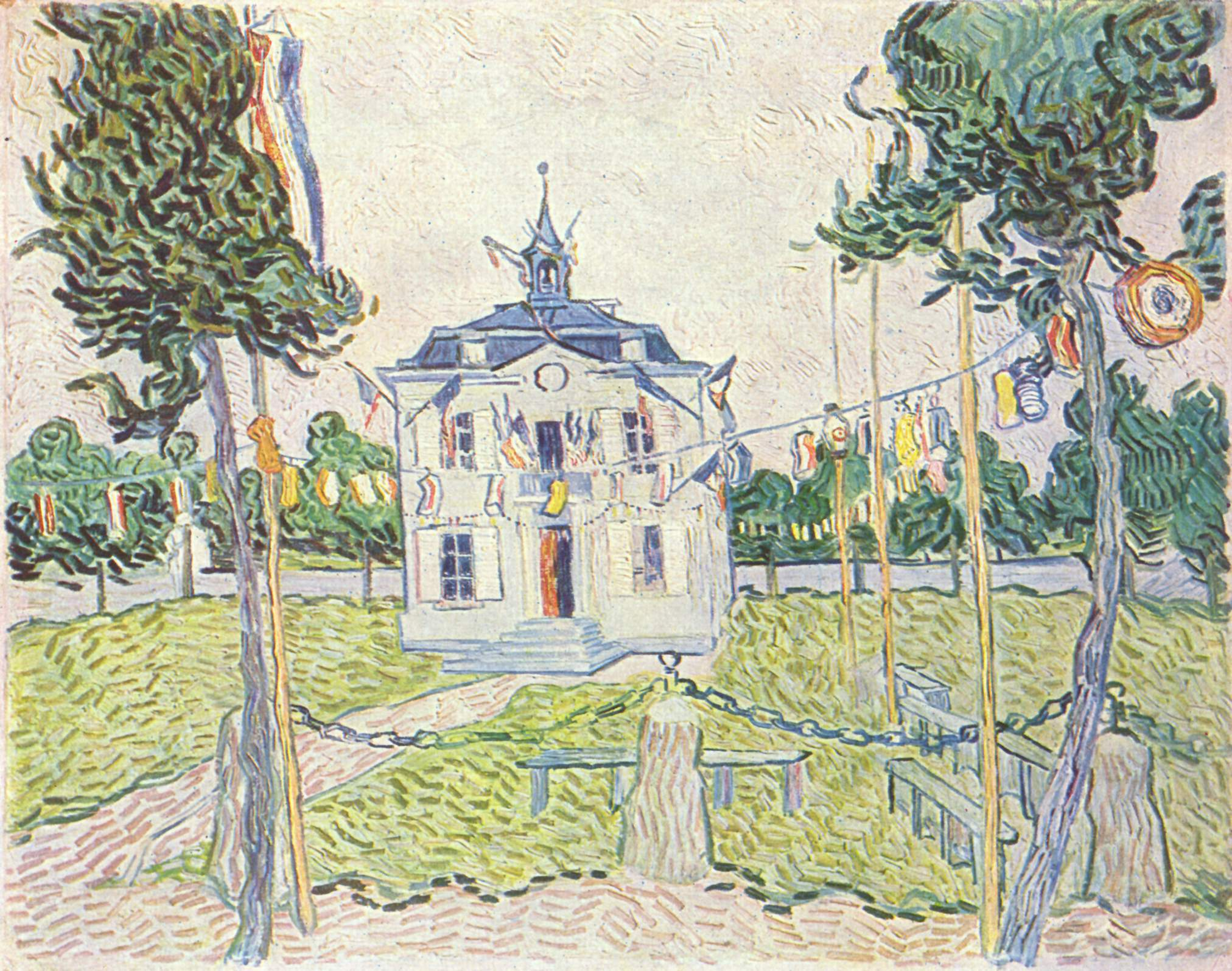
Vincent van Gogh, La Mairie d'Auvers-sur-Oise le 14 juillet (1890), collection particulière.

Le 1er août 1948, 17 % du territoire d'Auvers-sur-Oise en est détaché et devient la nouvelle commune de Butry-sur-Oise.
Antérieurement à la loi du 10 juillet 1964, la commune faisait partie du département de Seine-et-Oise. La réorganisation de la région parisienne en 1964 fit que la commune appartient désormais au département du Val-d'Oise et à son arrondissement de Pontoise, après un transfert administratif effectif au 1er janvier 1968. Pour l'élection des députés, la commune fait partie de la première circonscription du Val-d'Oise.
Auvers-sur-Oise faisait partie de 1806 à 1967 du canton de Pontoise de la Seine-et-Oise. Lors de la mise en place du département du Val-d'Oise, elle est alors est rattachée au canton de Saint-Ouen-l'Aumône. En 1976, elle devient le chef-lieu du canton de la Vallée-du-Sausseron, créé en 1976. Dans le cadre du redécoupage cantonal de 2014 en France, la commune fait à nouveau partie du canton de Saint-Ouen-l'Aumône, mais dont la composition est profondément modifiée à cette occasion.

### Intercommunalité
La commune était membre de la communauté de communes de la Vallée de l'Oise et des impressionnistes, créée fin 2004.
Dans le cadre de l'achèvement de la coopération intercommunale prévue par la loi MAPAM de 2014, cette intercommunalité est dissoute et ses communes rejoignent d'autres EPCI. La commune rejoint donc le 1er janvier 2016 la communauté de communes Sausseron Impressionnistes (CCSI),,, dont elle est désormais membre.

### Tendances politiques et résultats

#### Tendances politiques de 2002 à 2014
Politiquement, Auvers-sur-Oise est une commune oscillant entre droite et gauche en fonction des consultations électorales. Si le maire socialiste Jean-Pierre Béquet a été élu à quatre reprises de 1989 à 2008, la droite est parallèlement arrivée en tête à certaines consultations.
À l'élection présidentielle de 2002, le premier tour a vu arriver en tête Jacques Chirac avec 18,7 %, suivi de Jean-Marie Le Pen et Lionel Jospin avec 16,6 % chacun, puis Noël Mamère avec 6,9 %, François Bayrou avec 6,8 %, Jean-Pierre Chevènement avec 6,7 %, Arlette Laguiller avec 5,3 %, aucun autre candidat ne dépassant le seuil des 5 %. Au second tour, les électeurs ont voté à 84,9 % pour Jacques Chirac contre 15,1 % pour Jean-Marie Le Pen avec un taux d’abstention de 15,0 %, résultat proche des tendances nationales (respectivement 82,21 % et 17,79 % ; abstention 20,29 %) avec cependant un taux d'abstention plus faible.
Au référendum sur le traité constitutionnel pour l’Europe du 29 mai 2005, les Auversois ont approuvé à une courte majorité la Constitution Européenne, avec 51,93 % de Oui contre 48,07 % de Non avec un taux d’abstention de 21,82 % (France entière : Non à 54,67 % ; Oui à 45,33 %). Ces chiffres sont contraires à la tendance départementale du Val-d'Oise (Non à 53,47 % ; Oui à 46,53 %) mais proches des résultats franciliens (Oui 53,99 % ; Non 46,01 %).
À l’élection présidentielle de 2007, le premier tour a vu arriver en tête Nicolas Sarkozy avec 33,61 %, suivi par Ségolène Royal avec 26,33 %, François Bayrou avec 20,33 %, Jean-Marie Le Pen avec 8,12 %, enfin Olivier Besancenot avec 3,08 %, aucun autre candidat ne dépassant le seuil des 2 %. Le second tour a vu arriver en tête Nicolas Sarkozy avec 53,42 % contre 46,58 % pour Ségolène Royal, ce qui est dans la moyenne française (résultat national : respectivement 53,06 % et 46,94 %).
Lors de l'élection municipale de 2008, la liste d'union de la gauche « Vivre Auvers Ensemble » arrive largement en tête avec 55,36 % des suffrages et permet au socialiste Jean-Pierre Béquet d'exercer un nouveau mandat de 6 ans à la tête de la commune.
Alors qu'il se présente à l'élection municipale de 2014 en vue d'un cinquième mandat, le maire socialiste sortant Jean-Pierre Béquet est devancé lors du scrutin du premier tour par la candidate Divers droite Isabelle Mézières et sa liste « Tous unis pour Auvers » (34,44 % contre 40,51 % des suffrages exprimés).
Ayant obtenu 17,94 %, la candidate et conseillère municipale de l'opposition Claire Houbert (liste Divers), retire finalement sa liste « Auvers Demain » dans l'entre-deux tours. Profitant d'un report des voix d'autant plus favorable, Isabelle Mézières est élue (53,63 % des suffrages contre 46,36 % pour Jean-Pierre Béquet),,.

#### Résultats
Élections présidentielles
Résultats des deuxièmes tours :
- Élection présidentielle de 2012[49] : 51,29 % pour François Hollande (PS), 48,71 % pour Nicolas Sarkozy (UMP). Le taux de participation était de 86,31 %.
- Élection présidentielle de 2017[50] : 70,21 % pour Emmanuel Macron (REM), 29,79 % pour Marine Le Pen (FN). Le taux de participation était de 77,61 %.
- Élection présidentielle de 2022[51] : 63,79 % pour Emmanuel Macron (REM), 36,21 % pour Marine Le Pen (FN). Le taux de participation était de 77,47 %.

Élections législatives
Résultats des deuxièmes tours :
- Élections législatives de 2012[52] : 52,63 % pour Tatiana Gründler (PS), 47,37 % pour Philippe Houillon (UMP). Le taux de participation était de 62,99 %.
- Élections législatives de 2017[53] : 61,38 % pour Isabelle Muller-Quoy (LREM), 38,62 % pour Antoine Savignat (LR). Le taux de participation était de 42,92 %.
- Élections législatives partielles de 2018[54] : 55,59 % pour Isabelle Muller-Quoy (LREM), 44,41 % pour Antoine Savignat (LR). Le taux de participation était de 19,73 %.
- Élections législatives de 2022[55] : 57,00 % pour Émilie Chandler (LREM), 43,00 % pour Leïla Ivorra (LFI). Le taux de participation était de 54,76 %.
- Élections législatives de 2024[56] : 35,88 % pour Maximilien Jules-Arthur (LFI), 34,99 % pour Anne Sicard (RN). Le taux de participation était de 72,69 %.

Élections européennes
Résultats des deux meilleurs scores :
- Élections européennes de 2014[57] : 21,42 % pour Aymeric Chauprade (FN, 18,06 % pour Alain Lamassoure (UMP). Le taux de participation était de 49,90 %.
- Élections européennes de 2019[58] : 24,46 % pour Nathalie Loiseau (LREM), 18,11 % pour Jordan Bardella (RN). Le taux de participation était de 58,31 %.
- Élections européennes de 2024[59] : 26,23 % pour Jordan Bardella (RN), 17,17 % pour Raphaël Glucksmann (PP). Le taux de participation était de 59,36 %.

Élections régionales
Résultats des deux meilleurs scores :
- Élections régionales de 2015[60] : 44,37 % pour Claude Bartolone (PS), 37,31 % pour Valérie Pécresse (UMP). Le taux de participation était de 60,86 %.
- Élections régionales de 2021[61] : 42,74 % pour Valérie Pécresse (LR), 33,40 % pour Julien Bayou (EÉLV). Le taux de participation était de 38,05 %.

Élections départementales
Résultats des deux meilleurs scores :
- Élections départementales de 2015[62] : 71,28 % pour Pierre-Edouard Eon et Véronique Pélissier (UMP), 28,72 % pour Fabienne Daumas et Philippe Moulines (FN). Le taux de participation était de 49,66 %.
- Élections départementales de 2021[63] : 60,31 % pour Pierre-Edouard Éon et Véronique Pélissier (LR), 39,69 % pour Ayda Hadizadeh et Bruno Le Disez (PS). Le taux de participation était de 37,99 %.

Élections municipales
Résultats des deuxièmes tours ou du premier tour si dépassement de 50 % :
- Élections municipales de 2014[64] : 53,63 % pour Isabelle Mézières (DVD), 46,37 % pour Jean-Pierre Béquet (DVG). Le taux de participation était de 69,89 %.
- Élections municipales de 2020[65] : 73,17 % pour Isabelle Mézières (SE), 26,83 % pour Alain Zimmermann (DVG). Le taux de participation était de 52,87 %.

### Liste des maires
| Période     | Période                   | Identité           | Étiquette | Qualité |
| ----------- | ------------------------- | ------------------ | --------- | --- |
| mai 1945    | mars 1959                 | Eugène Aubert      |           | |
| mars 1959   | mars 1977                 | Marcel Benais      |           | |
| mars 1977   | mars 1989                 | Serge Caffin       |           | |
| mars 1989   | avril 2014                | Jean-Pierre Béquet | PS        | Économiste Député du Val-d'Oise (3e circ.) (1988 → 1993) Président de la CC Vallée de l'Oise et des impressionnistes (2008 → ?) |
| avril 2014, | En cours (au 25 mai 2020) | Isabelle Mézières  | DVD       | Gérante de galerie d’art Présidente de la CC Sausseron Impressionnistes (2020 → ) Réélue pour le mandat 2020-2026               |

### Jumelages
La commune est jumelée avec la ville natale de Vincent van Gogh,  Zundert (Pays-Bas) depuis 1982.
| Auvers-sur-Oise Zundert Localisation des villes jumelées avec Luzarches. |

## Équipements et services publics

### Eau et déchets
La commune est alimentée en eau par la station de traitement de Méry-sur-Oise, gérée par la société Veolia Environnement. L'eau potable à Auvers-sur-Oise est de très bonne qualité bactériologique, contenant peu de nitrates, étant peu fluorée et devenue relativement peu calcaire depuis la mise en place de la nanofiltration en 1999 à l'usine de distribution. L'eau distribuée est d'origine superficielle, provenant de la filtration des eaux de l'Oise,.

### Enseignement
Six établissements scolaires publics dispensent l'enseignement à Auvers[Quand ?] : deux écoles maternelles (école Eugène-Aubert et école des Aulnaies), trois écoles élémentaires (école Vavasseur, école des Aulnaies et école de Chaponval) et un collège, le collège Charles-François-Daubigny, inauguré en septembre 1993.
La commune relève de l'académie de Versailles. Les écoles sont gérées par l’inspection générale de l'inspection départementale de l’Éducation nationale de Saint-Ouen-l'Aumône. La circonscription fait partie du bassin d'éducation et de formation de Pontoise.

### Équipements culturels
Village des peintres, Auvers continue à perpétuer cette tradition au XXIe siècle avec sept galeries ou ateliers de peintres contemporains ouverts au public[réf. nécessaire].
La cité des artistes d'Auvers (5, rue du Montcel) inclut une galerie d'art contemporain qui accueille des expositions organisées par le service culturel municipal.
La commune accueille par ailleurs de nombreux artistes, peintres, mais aussi sculpteurs, dessinateurs et photographes.
La commune s'est dotée fin 2019 d'une médiathèque construite sur l'emplacement de l'ancienne école maternelle Eugène-Aubert, désaffectée, et dont le coût s'est élevé à 900 000 euros, dont 100 000 euros environ restent à la charge de la commune compte tenu des subventions obtenues.

### Justice, sécurité, secours et défense
La commune fait partie de la juridiction d’instance et de grande instance ainsi que de commerce de Pontoise,, tous rattachés à la Cour d'appel de Versailles.

## Population et société

### Démographie

#### Évolution démographique
L'évolution du nombre d'habitants est connue à travers les recensements de la population effectués dans la commune depuis 1793. Pour les communes de moins de 10 000 habitants, une enquête de recensement portant sur toute la population est réalisée tous les cinq ans, les populations de référence des années intermédiaires étant quant à elles estimées par interpolation ou extrapolation. Pour la commune, le premier recensement exhaustif entrant dans le cadre du nouveau dispositif a été réalisé en 2004.

En 2022, la commune comptait 6 820 habitants, en évolution de −1,94 % par rapport à 2016 (Val-d'Oise : +4 %, France hors Mayotte : +2,11 %).
| 1793  | 1800  | 1806  | 1821  | 1831  | 1836  | 1841  | 1846  | 1851  |
| ----- | ----- | ----- | ----- | ----- | ----- | ----- | ----- | ----- |
| 1 754 | 1 635 | 1 708 | 1 705 | 1 806 | 1 522 | 1 530 | 1 547 | 1 553 |

| 1856  | 1861  | 1866  | 1872  | 1876  | 1881  | 1886  | 1891  | 1896  |
| ----- | ----- | ----- | ----- | ----- | ----- | ----- | ----- | ----- |
| 1 574 | 1 648 | 1 635 | 1 720 | 1 638 | 1 713 | 1 936 | 2 063 | 2 255 |

| 1901  | 1906  | 1911  | 1921  | 1926  | 1931  | 1936  | 1946  | 1954  |
| ----- | ----- | ----- | ----- | ----- | ----- | ----- | ----- | ----- |
| 2 402 | 2 544 | 2 681 | 2 961 | 3 132 | 3 240 | 3 163 | 3 345 | 3 172 |

| 1962  | 1968  | 1975  | 1982  | 1990  | 1999  | 2004  | 2006  | 2009  |
| ----- | ----- | ----- | ----- | ----- | ----- | ----- | ----- | ----- |
| 3 772 | 5 124 | 5 808 | 5 722 | 6 129 | 6 820 | 6 938 | 6 956 | 6 840 |

| 2014  | 2019  | 2022  | - | - | - | - | - | - |
| ----- | ----- | ----- | - | - | - | - | - | - |
| 6 943 | 6 813 | 6 820 | - | - | - | - | - | - |

Après une longue période de stagnation, la population d'Auvers-sur-Oise a connu une augmentation progressive à partir des années 1880. Celle-ci s'est nettement accentuée durant les années 1960 avec l'expansion de l'agglomération parisienne qui a atteint la commune et entraîné la construction de nombreux pavillons, et une nouvelle fois au cours des années 1990.
La commune est rattachée à l'unité urbaine de Paris.

#### Pyramide des âges
La pyramide des âges d'Auvers-sur-Oise montre un lent vieillissement démographique de la commune entre 1990 et 1999.
Contrairement à la région Île-de-France dans son ensemble, Auvers-sur-Oise voit la part des enfants (moins de 15 ans) diminuer avec une augmentation de 2 points entre les deux recensements de 1990 et 1999. Ces valeurs restent néanmoins proches de la part des moins de quinze ans dans la région (20,3 % des hommes et 20,1 % des femmes à Auvers-sur-Oise contre respectivement 19,9 % et 17,9 % dans la région). Mais la part des 15 à 30 ans reste plus faible que la tendance régionale, et elle a reculé depuis 1990. La part des 45 à 59 ans en revanche a fortement augmenté dans la ville, plus encore que la tendance globale régionale. La tranche des plus de 60 est quant à elle tout à fait conforme à la région, tant en proportion qu'en progression,.

#### Catégories socio-professionnelles
Les cadres et professions intellectuelles sont légèrement sur-représentés avec un taux de 22,7 % en 1999 (contre 13,1 % en moyenne en France) mais presque dans la moyenne de la région avec 22,8 % en Île-de-France. Les professions intermédiaires représentent 32,1 % des actifs contre 23,1 % en moyenne nationale et 25,6 % en moyenne régionale. A contrario, les ouvriers ne représentent que 13,8 % des actifs de la commune contre 25,6 % en France et 16,5 % en Île-de-France. La commune comptait par ailleurs 0,4 % d'agriculteurs,.
 24,9 % des Auversois ont suivi des études supérieures, contre 18,1 % en moyenne en France métropolitaine, mais 28,1 % en moyenne régionale,. La population de la ville est ainsi essentiellement constituée d'employés et de cadres, et reste dans la moyenne sociologique d'une commune péri-urbaine de Paris.

### Manifestations culturelles et festivités
Auvers-sur-Oise offre tout au long de l'année de nombreuses manifestations culturelles.
De mars à mai se déroule le « festival de l’Iris », depuis 2003 chaque année, avec une thématique différente (par exemple : l'iris au fil de l’eau en 2006). La manifestation propose des expositions d'art floral, un concours artistique, des défilés, des animations musicales et a pour point d'orgue un week-end de festivités, le dernier week-end de mai : « les Journées de l’Iris ». De mars à septembre, la ville propose également un agenda culturel d’expositions et d’animations familiales.
Le dernier week-end d'avril et depuis 2002, se déroule la « convention du disque » Vandisc. Elle rassemble plus d'une centaine d'exposants venus d'Europe et de toute la France.
Un festival de la bande-dessinée se déroule le premier week-end d'avril depuis 2004. La quatrième édition en 2007 a proposé par exemple trois expositions sur les thèmes de : « la BD dans la philatélie », « Jean-Claude Mézières » (invité d’honneur), « le 5e élément ».
En mai et juin se déroule le festival d'Auvers-sur-Oise, festival international de musique de chambre ou lyrique, qui a pour cadre l'église d'Auvers, le château de Méry-sur-Oise et son parc ou encore l’église Saint-Denis de Méry-sur-Oise, commune limitrophe d'Auvers. Ce festival né en 1979 grâce à la constitution de l'association du festival d'Auvers par Pascal Escande et le père Demissy. Après des débuts modestes, il a pris une dimension importante à partir de 1981 en s'installant dans le cadre de l'église d'Auvers, et internationale en 1985 quand la cantatrice américaine Barbara Hendricks vient y participer. En 1987, György Cziffra y donne son dernier concert dans le Val-d'Oise, dans l'église où s'était marié son fils, chef d'orchestre disparu quelques années auparavant. En 1990, c'est Mstislav Rostropovitch qui y donne un récital de violoncelle,.
Pour l'offre musicale, Auvers'Jazz propose également depuis 1991 des concerts de jazz dans la salle de spectacle du château et la Maison de l'Ile tout le long de l'année. Créé en  1996 à l'initiative d'Auvers'Jazz, le festival « Jazz au fil de l'Oise » est organisé chaque mois de novembre durant cinq week-ends successifs. Depuis l'an 2000, un festival Rock initié par le service jeunesse de la ville se déroule chaque mois d'octobre à la maison de l'île. Fin mai, début juin a lieu la « Promenade dans l'art d'aujourd'hui » organisée par le service culturel.
Jusqu'en 2013, le troisième week-end de juin, la « Fête de la cocagne » replongeait le centre-ville à l'époque impressionniste. La Fête de la rue Rémy a vu sa première édition le 4 octobre 1885. Au mois de novembre, autour du 11 novembre, a lieu « La Palette », exposition de peintres amateurs.
Auvers-sur-Oise fut en 1971 le lieu de ce qui devait être le « Woodstock à la française », festival organisé par le couturier Jean Bouquin qui devait accueillir de nombreux groupes de rock célèbres comme les Rolling Stones ou Pink Floyd. Il attira plus de 20 000 personnes mais fut annulé dès le premier jour, notamment en raison de la pluie.

### Sports et loisirs
Auvers-sur-Oise dispose de deux gymnases[Quand ?], le gymnase Charles-Bozon (rue des Ponceaux) et le gymnase du Collège (rue Pierre-Bérégovoy), d'un parc des sports et d'un club house de tennis (rue Roger-Tagliana). Certaines activités se déroulent à la maison de l’Île, salle polyvalente de la commune. Auvers-sur-Oise compte par ailleurs dix-huit associations sportives, dont certaines à caractère intercommunal (handball) proposant la pratique de la plupart des activités sportives habituelles (football, tennis, basket-ball, gymnastique, billard, etc). Certaines, comme les Canards auversois, proposent un transport en car vers les équipements absents de la commune (piscine...). Le Judo Club d’Auvers-sur-Oise a été classé 1er du Val-d'Oise pour la saison 2004-2005.

## Économie
Auvers-sur-Oise possède quelques commerces et une moyenne surface commerciale dans le centre, mais aucune grande surface ni zone d'activité économique. La commune reste essentiellement résidentielle, le tissu économique est surtout constitué de quelques petites entreprises. Grâce au souvenir des peintres, Vincent van Gogh en particulier, Auvers constitue le premier pôle d'attraction touristique du Val-d'Oise avec environ 300 000 visiteurs annuels : le château d'Auvers est visité par près de 70 000 personnes par an et l'Office de Tourisme accueille près de 90 000 visiteurs chaque année. Néanmoins, le tourisme profite relativement peu à la commune, qui ne possède que deux hôtels, un camping (chemin de Bellerive) et très peu de boutiques touristiques, ce qui contribue néanmoins à en conserver l'authenticité et évite les dérives d'un tourisme de masse.
En 1999, seuls 13,8 % des actifs auversois ayant un emploi travaillaient dans la commune, chiffre en recul de 20,6 % depuis 1990, et 17,3 % des actifs travaillaient hors du Val-d'Oise. La plupart des actifs travaillent dans l'agglomération de Cergy-Pontoise, ou pour certains dans le département des Hauts-de-Seine ou à Paris. La voiture particulière est largement privilégiée pour les déplacements domicile-travail, représentant 70,3 % des modes de transports, conséquence de la médiocrité de la desserte de la commune par les transports en commun.
Le taux de chômage était de 7,9 % en 1999 (moyenne nationale : 12,9 % en 1999) et de 7,3 % en 2004. Le revenu moyen par ménage est nettement supérieur à la moyenne nationale à environ 25 080 euros par an (moyenne nationale : 15 027 euros par an).

## Culture locale et patrimoine

### Lieux et monuments
Auvers-sur-Oise possède huit monuments historiques classés ou inscrits et son territoire constitue un site inscrit. Le village, entre l'Oise et les coteaux, ainsi que les champs au nord de l'église sont classés en zone de protection du patrimoine architectural, urbain et paysager (ZPPAUP).
Situé à trente kilomètres au nord de Paris, le village a gardé son caractère bucolique, ses nombreuses bâtisses du XIXe siècle et cultive le souvenir des peintres. Vingt-deux plaques-tableaux ont été installées à travers la commune par l'association « La mémoire des lieux ». Elles permettent de comparer les toiles avec les sites tels qu'ils se présentent aujourd'hui, le plus souvent sans grande évolution hormis des détails. Le parcours peut se prolonger à travers la ville voisine de Pontoise, où d'autres plaques sont installées devant les paysages peints par Camille Pissarro.

#### Monuments historiques

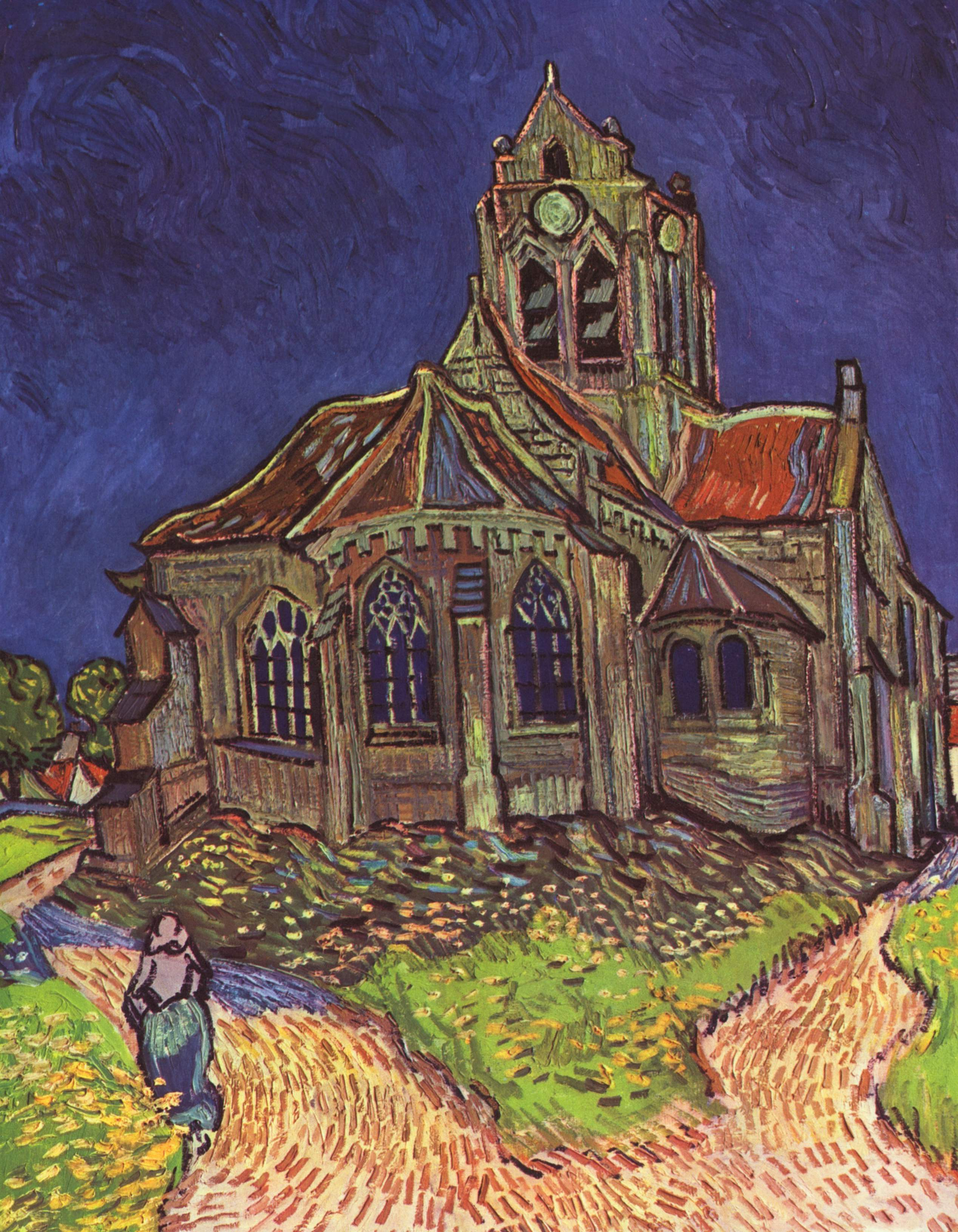
L'église d'Auvers, par Vincent van Gogh.
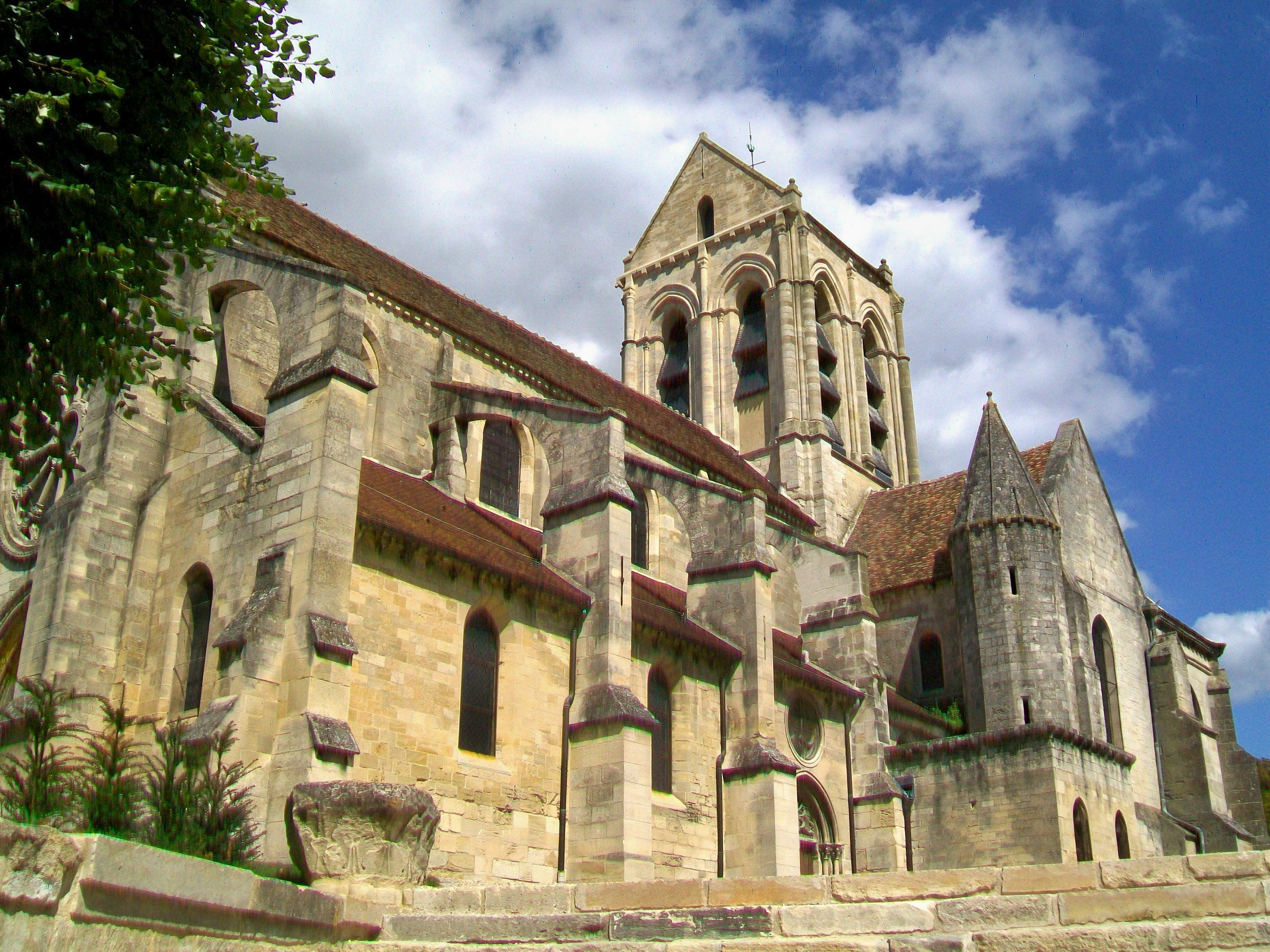
L'église Notre-Dame-de-l'Assomption.
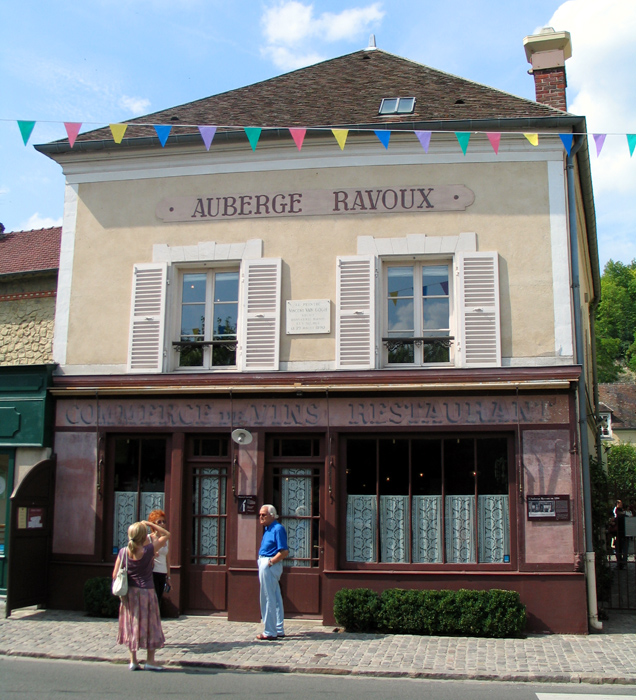
L’auberge Ravoux.
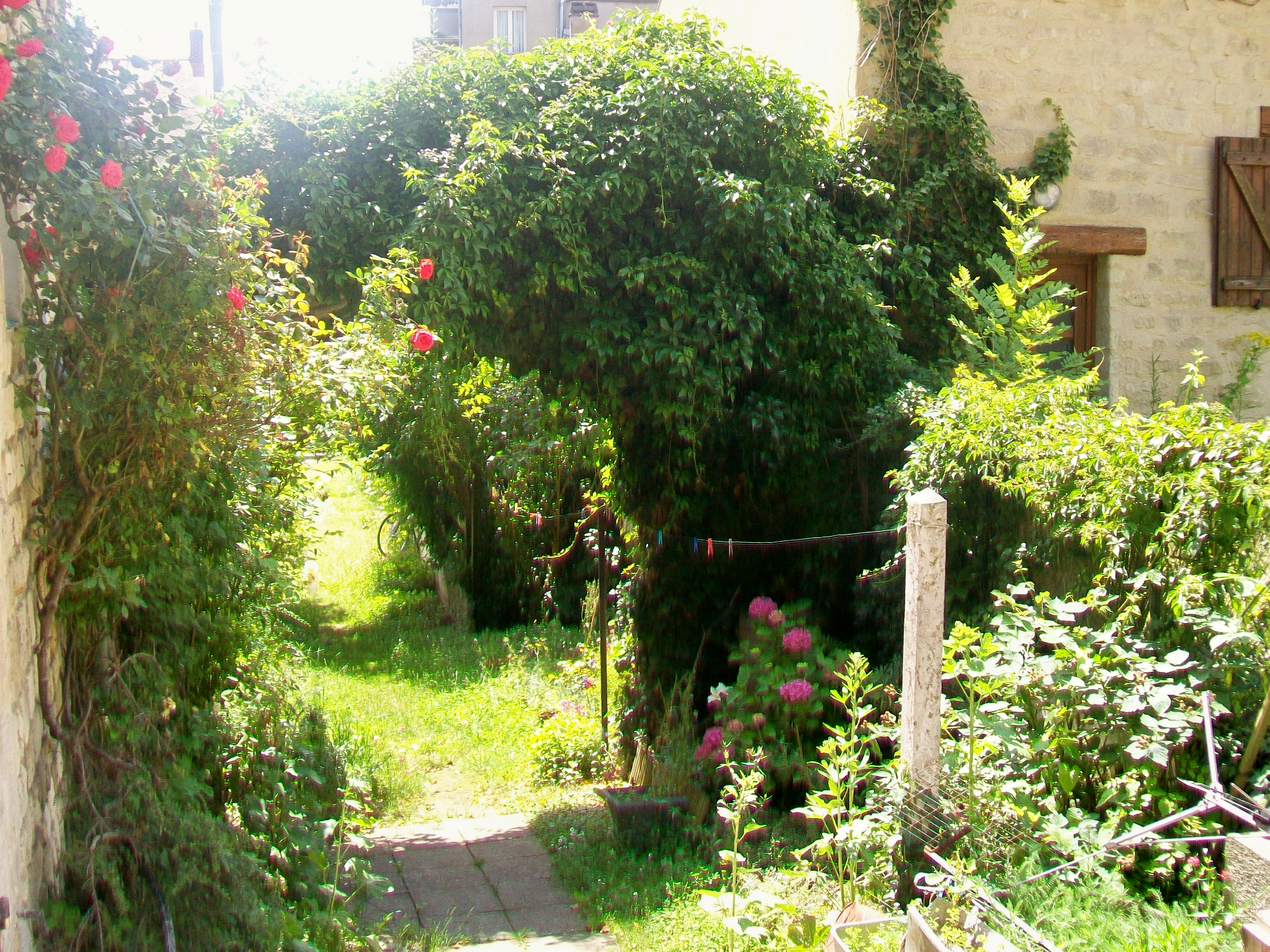
L'ancienne porte de la ferme de Montmaure.
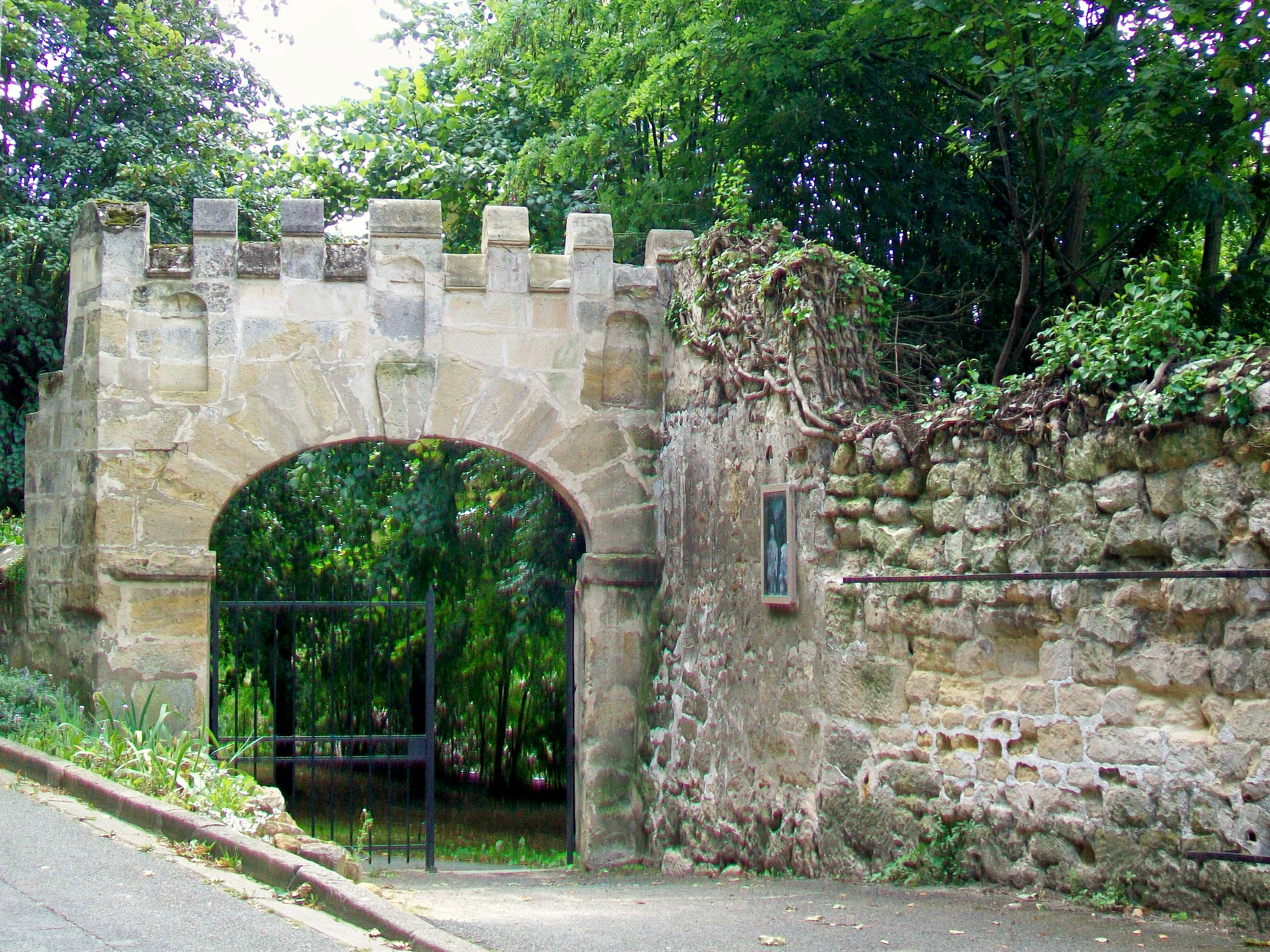
Porte crénelée du XVIIe siècle.

Auvers-sur-Oise compte huit monuments historiques sur son territoire, dont trois classés et huit inscrits. La commune compte donc le plus de protections dans le département derrière Pontoise avec douze protections, qui toutefois n'abrite que deux monuments classés.
- L'église Notre-Dame-de-l'Assomption (classée monument historique par arrêté du 2 avril 1915[105]) fut rendue mondialement célèbre par Vincent van Gogh qui l'a représentée sur une de ses toiles (conservée au musée d'Orsay). Cette église vexinoise fut érigée aux XIIe et XIIIe siècles. Le chœur et le transept sont les parties les plus anciennes de l'édifice, la nef fut construite vers 1220. Le chevet fut ensuite repris vers 1260 et ses fenêtres agrandies. 
En 1822, la municipalité verse les fonds nécessaires à la consolidation des huit arcs-boutants qui menaçaient les voûtes de l'église par leur vétusté. En 1850, la sacristie est ajoutée. La rosace flamboyante, abîmée par un orage, a été refaite en 1876. L'intérieur possède de gros piliers ornés de chapiteaux romans du XIIe siècle. 
La nef est dallée avec d'anciennes pierres tombales retournées, provenant du cimetière attenant désaffecté. Le clocher abrite trois cloches : une baptisée Marie-Louise datant de 1733, et deux de 1891, nommées Adolphine-Caroline et Constance-Eugénie. Un orgue, réalisé par le facteur Bernard Hurvy, a été installé dans l'église en mai 2006. Cet instrument de 29 jeux est d'esthétique néo-classique[réf. nécessaire]. Au XVIIe siècle, l'édifice est entouré d'une enceinte qui renforce les murailles existantes et l'escalier extérieur est aménagé[b 1],[106], celui étant inscrit monument historique en 1947.

- L'auberge Ravoux et sa façade peinte (classée monument historique par arrêté du 28 décembre 1984[107]) vit arriver, en mai 1890, Vincent van Gogh qui y loua une petite chambre modeste sous les toits, éclairée uniquement par une lucarne. Il acquittait pour cette chambre et un repas quotidien la somme de 3,50 francs par jour. Il y séjourna les neuf dernières semaines de sa vie. Ramené blessé d'une balle qu'il s'était lui-même tiré en plein champ, le peintre y mourut trois jours plus tard le 29 juillet 1890. Restée un café durant le XXe siècle mais progressivement dénaturée, l'auberge fut restaurée dans son état de la Belle Époque en 1994. Elle accueille aujourd'hui un restaurant revisitant la gastronomie du XIXe siècle, et un musée privé désireux d'accueillir une toile du célèbre peintre grâce aux contributions des visiteurs. L'austère chambre sans mobilier se visite et elle est devenue un lieu de mémoire restauré en l'état de l'époque[b 2].
- L'ancienne porte de la ferme de Montmaur ou Montmort (inscrite monument historique par arrêté du 2 novembre 1926[108],[109]), rue de la Sansonne, se situe dans un jardin privé face à l'entrée principale de l'office de tourisme - musée Daubigny[b 3].
- La porte crénelée du XVIIe siècle (inscrite monument historique par arrêté du 2 novembre 1926[110]), rue Daubigny, donne accès au jardin public du musée Daubigny[b 4].

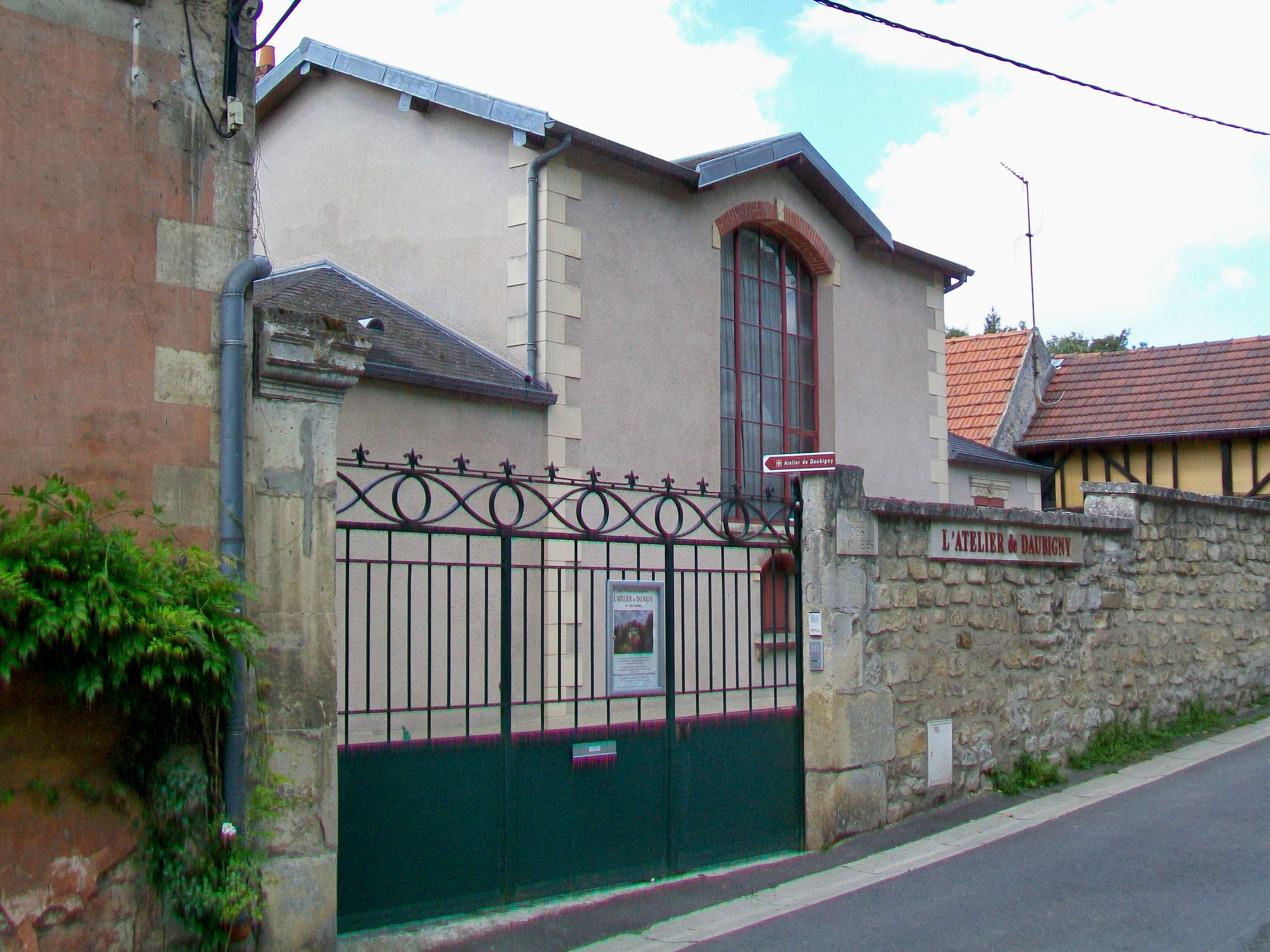
Maison-atelier de Charles-François Daubigny.
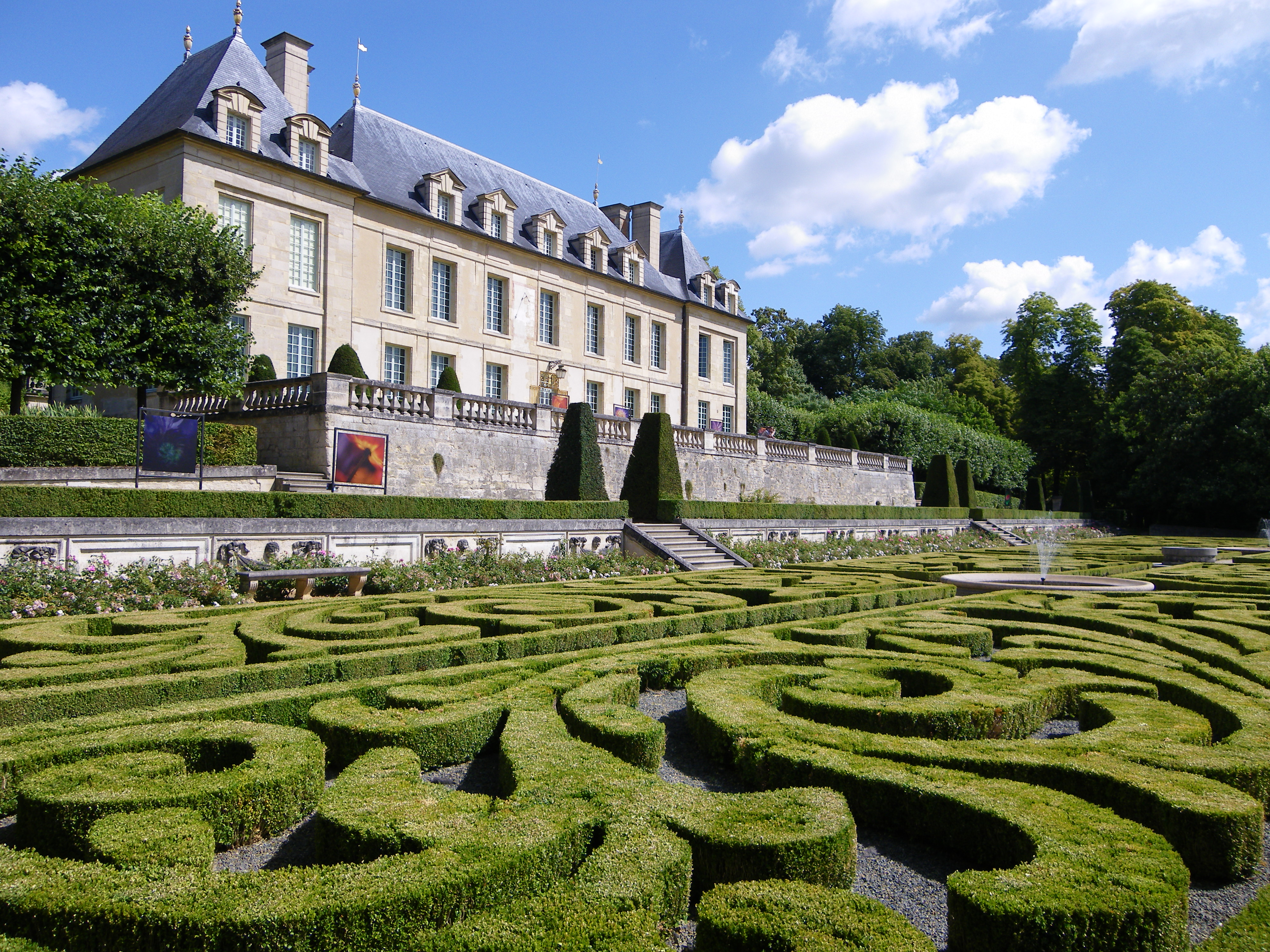
Le château d'Auvers ou de Léry.
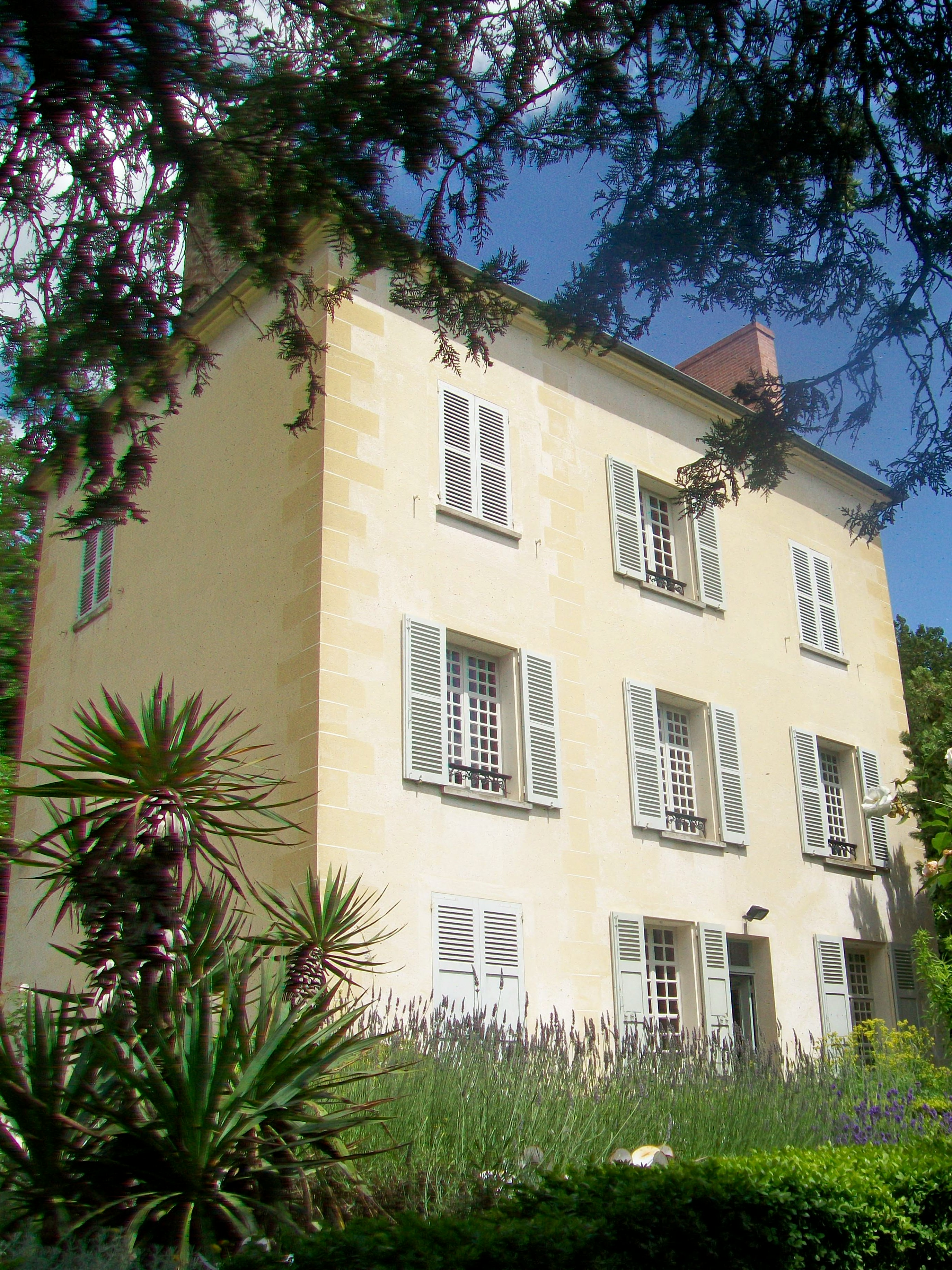
La maison du docteur Gachet.
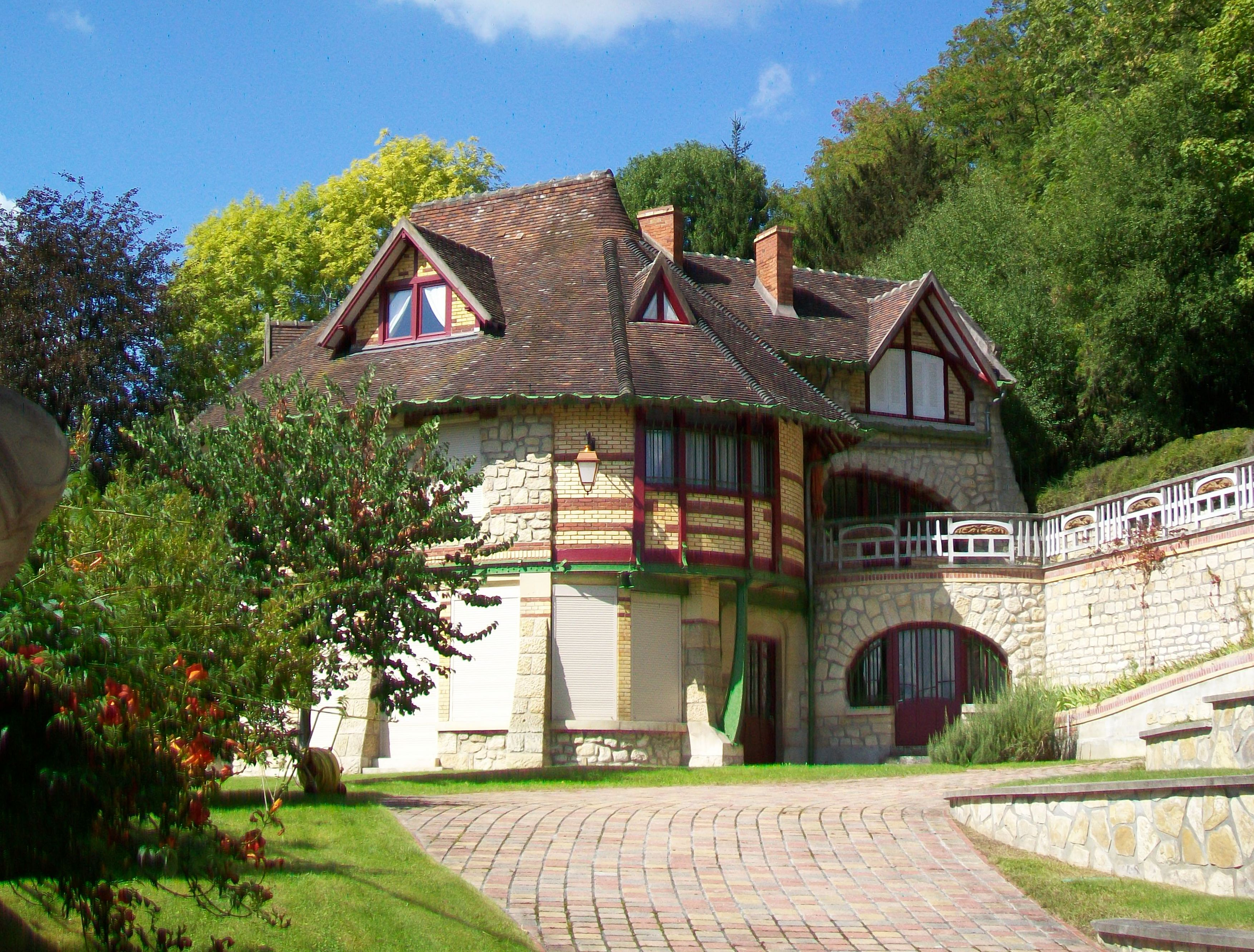
Le Castel Val.
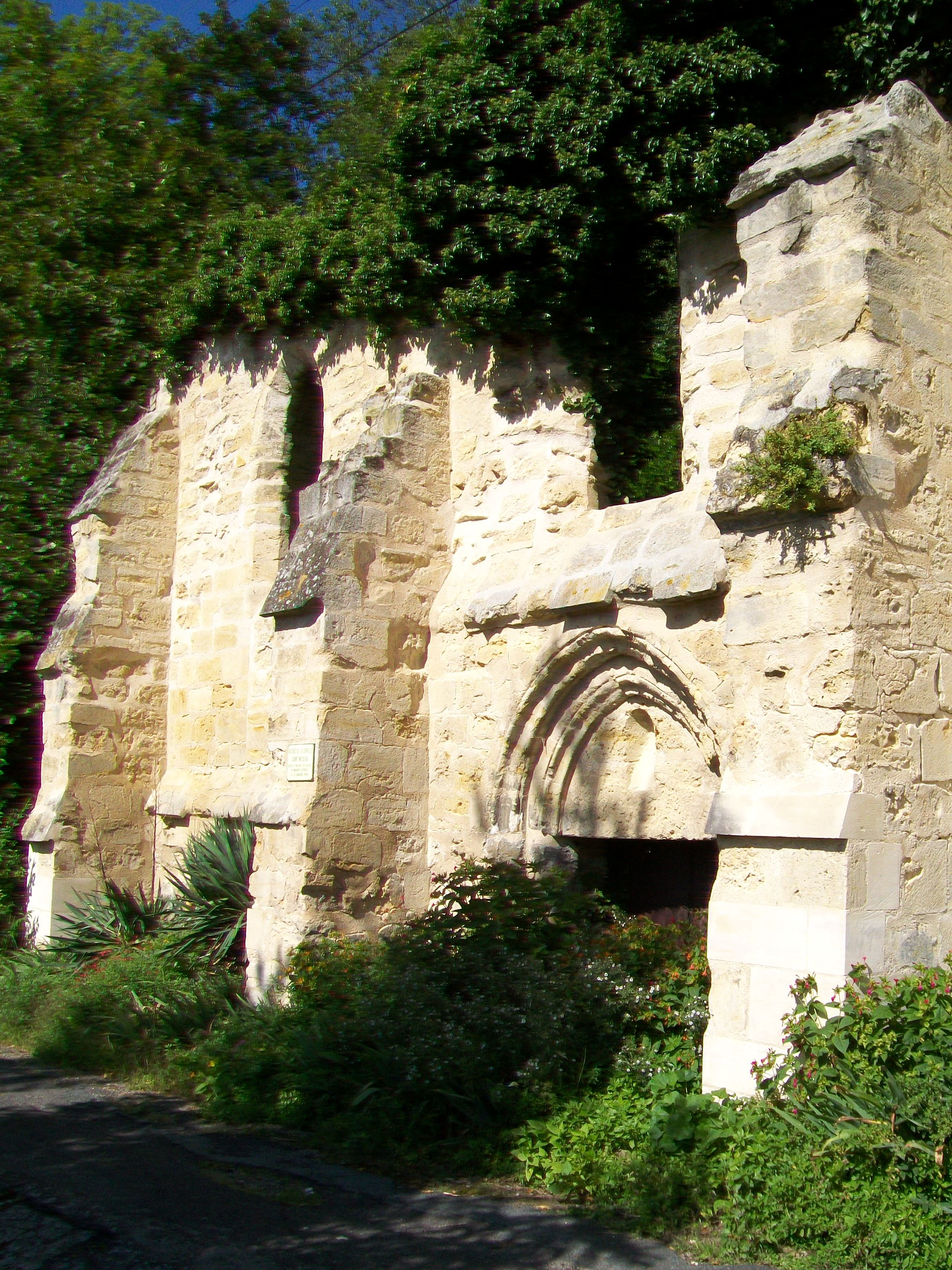
Ruines de la chapelle Saint-Nicolas.

- La maison-atelier de Charles-François Daubigny (classée monument historique par arrêté du 5 juillet 1998[111]), 61 rue Daubigny, fut construite pour le peintre entre 1861 et 1862. Elle possède la particularité d'avoir été entièrement décorée à même les murs intérieurs par le peintre, son fils Karl et ses amis peintres Achille-François Oudinot et Camille Corot[b 5].
- Le château d'Auvers ou château de Léry (inscrit monument historique par arrêté du 23 juillet 1997[112]), rue de Léry, fut édifié en 1633 pour un banquier italien. Le corps central de l'édifice était à l'origine un pavillon à l'italienne avec un toit en terrasse. Il fut agrandi au XVIIIe siècle de deux pavillons latéraux et sa façade a alors été remodelée. Le château, entouré d'un beau parc en terrasses, accueille le « parcours-spectacle au temps des impressionnistes »[113]. Le parc abrite un nymphée, grotte artificielle circulaire possédant un éclairage zénithal. L'intérieur évoque les nymphes par la décoration de coquillages, constituant un décor rustique très en vogue durant le XVIIIe siècle. Le monogramme visible dans l'ovale central est attribué au prince Louis-François de Bourbon-Conti, propriétaire du château à partir de 1765[b 6].

- La maison du docteur Gachet (inscrite monument historique en 1991[114]), rue du Docteur-Gachet, a été acquise en avril 1872 par Paul Gachet, médecin, collectionneur d'art et ami des peintres dont Vincent van Gogh qu'il reçoit et soigne en 1890. Ce dernier a plusieurs fois représenté cette demeure sur ses toiles. La falaise à l'arrière de la maison abrite des communs troglodytiques. La propriété a été acquise et restaurée par le conseil général du Val-d'Oise[115] puis ouverte au public au printemps 2003 à l'occasion du cent-cinquantième anniversaire de la naissance de Van Gogh[b 5].
- Le Castel Val (inscrit monument historique par arrêté du 13 décembre 2006[116]), rue des Meulières, a été édifié selon les plans de l'architecte Hector Guimard entre 1903 et 1904, qui a profité habilement de la dénivellation du terrain[b 7].

- Les ruines de la chapelle Saint-Nicolas du Valhermeil (inscrite monument historique par arrêté du 27 janvier 1948[117]), au hameau du même nom, édifiée en 1222, conservent trois arcades gothiques. Une nouvelle chapelle Saint-Nicolas fut édifiée à proximité en 1910[b 3].

#### Autres éléments du patrimoine

Hôtel de ville d'Auvers-sur-Oise, aujourd'hui et peint par Van Gogh.

Un escalier protégé à Auvers-sur-Oise, aujourd'hui et peint par Van Gogh.

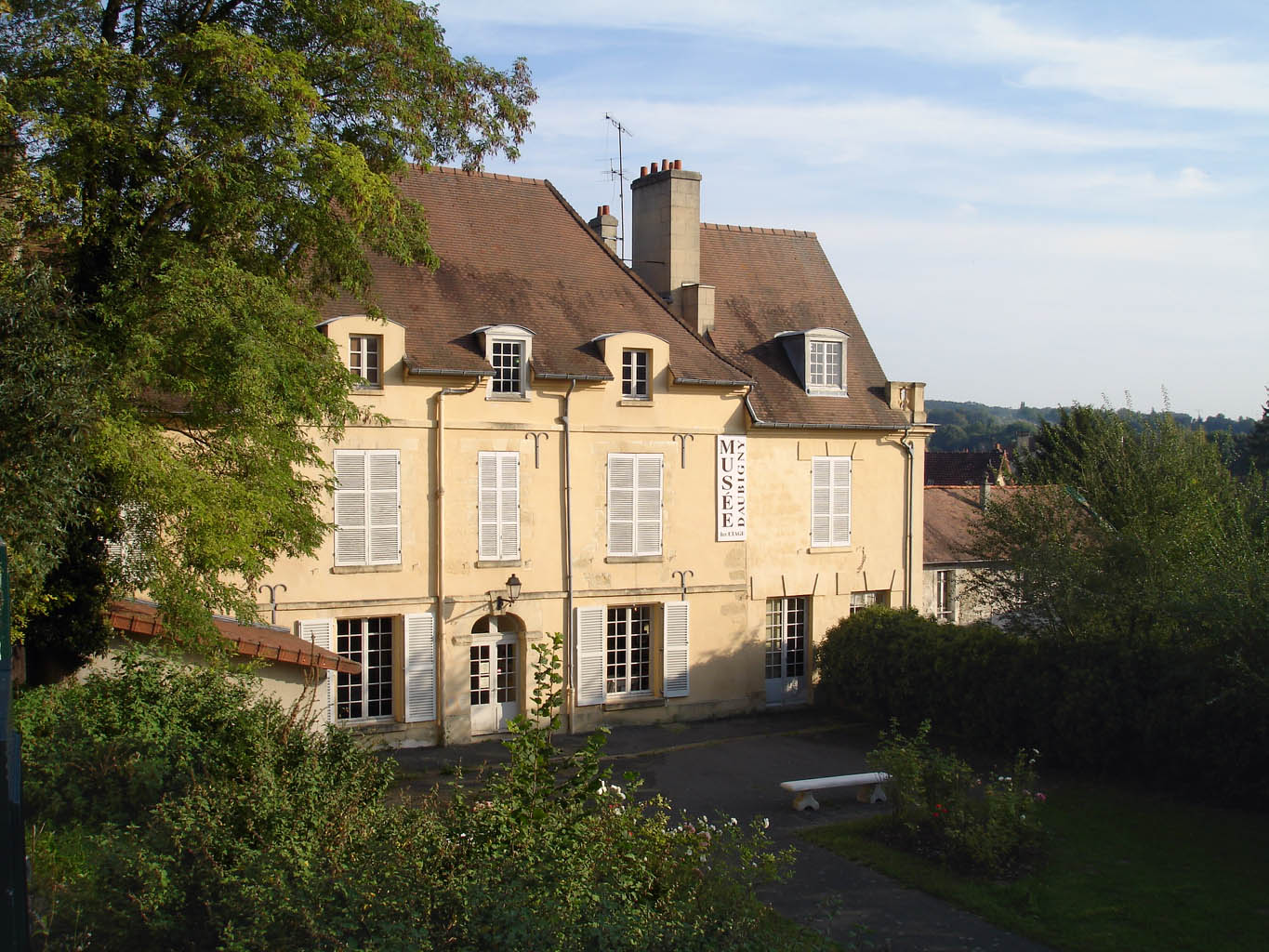
Le manoir des Colombières.
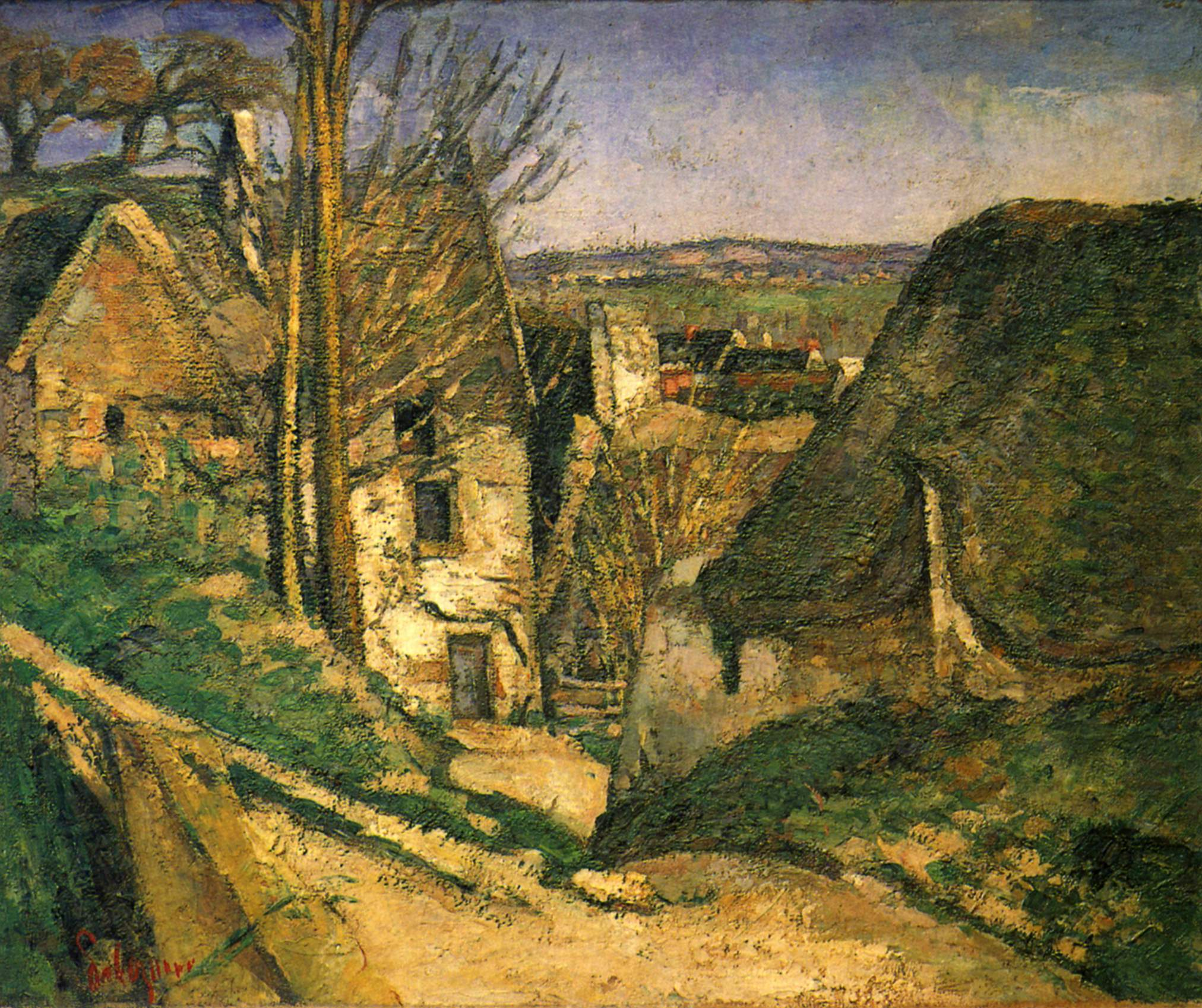
Paul Cézanne, La Maison du Pendu.
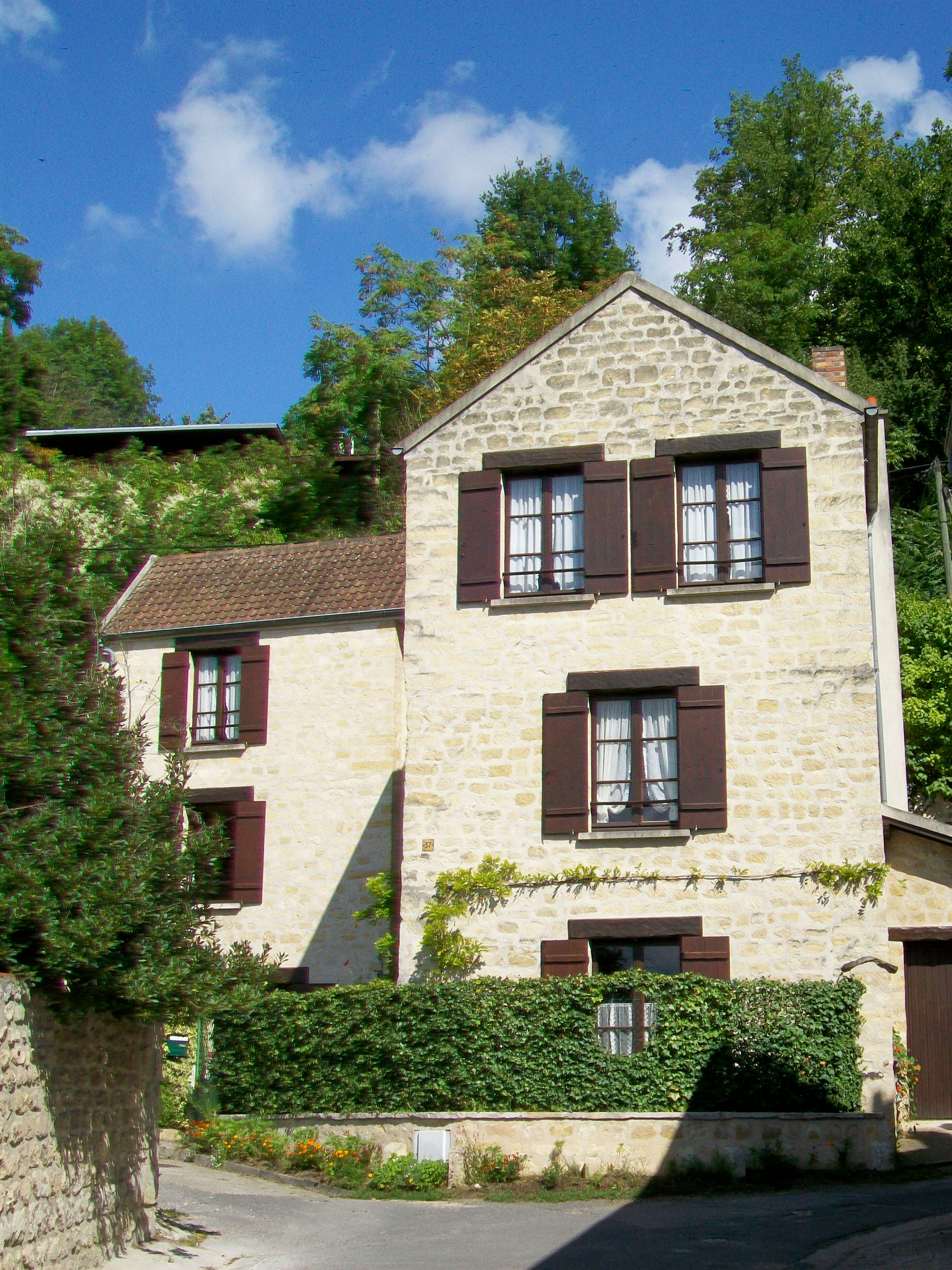
La Maison du Pendu en 2011.
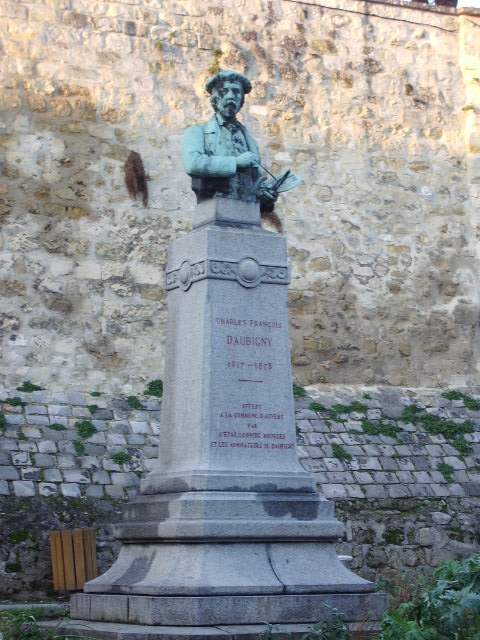
Léon Fagel, monument à Charles-François Daubigny (1906).
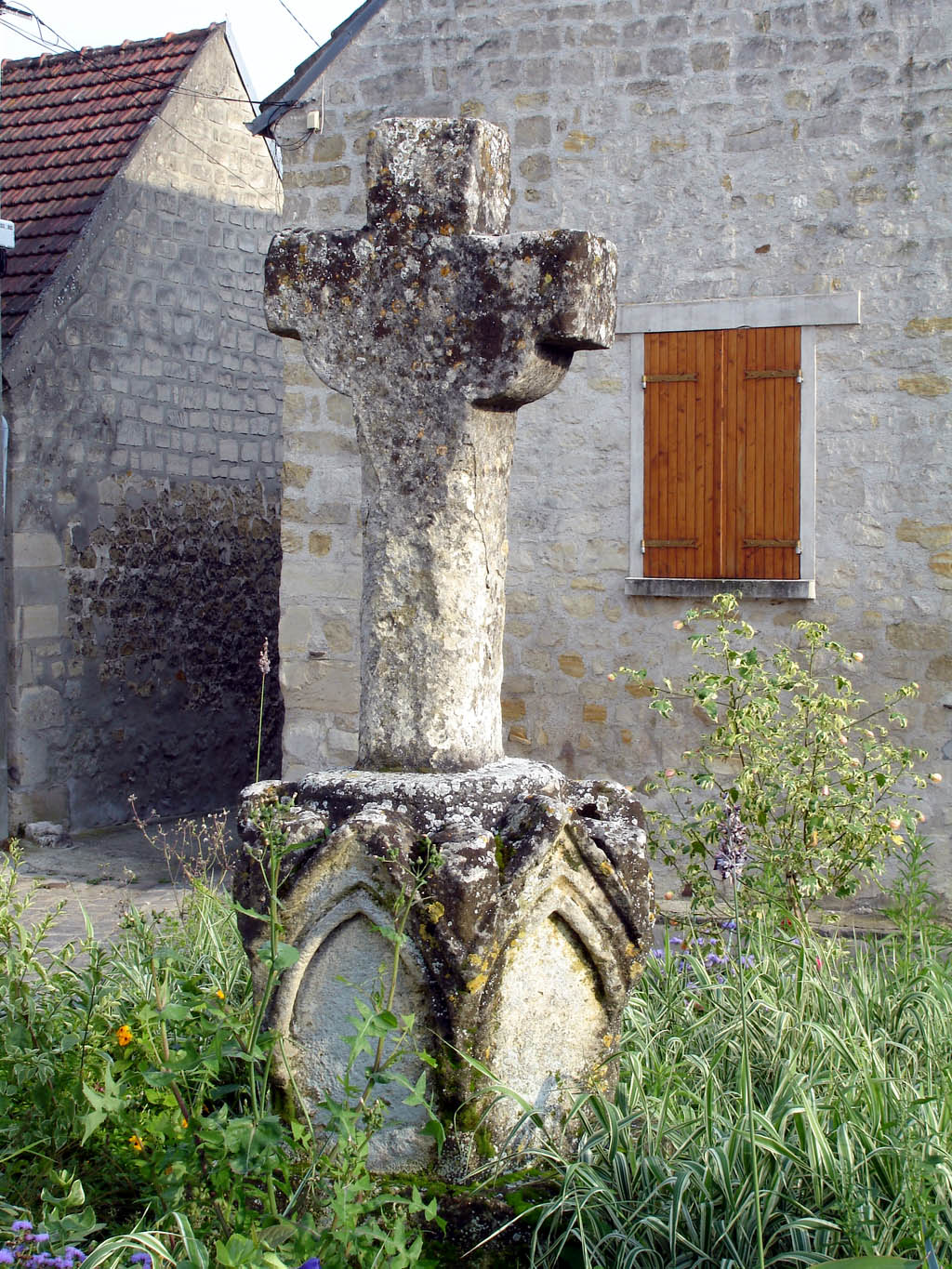
Croix du Montcel.

- Le manoir des Colombières, rue de la Sansonne, fut édifié au XVIIe siècle et possède un niveau de plus sur rue que sur jardin. Il abrite l'office de tourisme et, à l'étage, le musée Daubigny[118],[b 4].
- Le musée Daubigny, au manoir des Colombières, a été créé en 1987 par un petit groupe d'amateurs d'art, dont Daniel Raskin-Daubigny. Il propose aux visiteurs la découverte des œuvres de Charles-François Daubigny, de son fils Karl et de nombreux peintres qui ont travaillé dans la vallée de l'Oise, autour d'Auvers qui fut à la fin du XIXe siècle un véritable foyer artistique. Le musée est partagé en quatre sections : fin du XIXe siècle-début du XXe siècle ; art contemporain ; « art félin » ; art naïf. Chaque année, des expositions temporaires sont proposées aux visiteurs, par exemple Charles-François Daubigny en 2000, Théophile-Alexandre Steinlen en 2002, Pierre Alechinsky en 2004 et un hommage à Paul Cézanne graveur en 2006. La fréquentation du musée progresse grâce à l'augmentation de son patrimoine (achats, dons). Un programme de visites et d'ateliers destiné aux scolaires permet l'accès du jeune public à la connaissance de la peinture.

- Le cimetière se trouvait initialement sur le terre-plein immédiatement au sud de l'église. Devenu bien trop exigu pour la population d'alors, il fut déplacé au nord du village en 1858 et les tombes anciennes transférées en 1875. Il est célèbre pour les tombes de Vincent van Gogh et de son frère Théo, situées au fond du cimetière côté nord, contre le mur d'enceinte[119],[b 8] Le cimetière abrite également les sépultures des peintres Norbert Gœneutte, Léonide Bourges et celle d'Henri Mataigne (historien d'Auvers).
- La croix du Montcel, rue du Montcel, est une croix de procession en pierre du XIIIe siècle, la plus ancienne sur le territoire communal. Son socle octogonal est décoré par des ogives s'inscrivant dans des gables[b 9].
- La tour du Montcel, rue du Montcel, a été intégrée dans une maison de campagne du XIXe siècle. Si la datation de la tour est à peu près certaine, du XIIIe siècle ou du XIVe siècle, sa vocation n'est pas claire. Il s'agirait soit d'un ancien moulin à vent, soit d'un colombier[b 10].
- La « Maison du Pendu », rue du Four, a été rendue célèbre par le peintre Paul Cézanne, inspiré par cette demeure alors probablement très délabrée, qui l'a représentée au début de l'année 1873, poussé à « peindre sur le motif » par Pissarro. Aucun pendu n'y fut jamais retrouvé, son nom provenant d'une déformation du nom de son propriétaire breton « Penn Du »[b 11].
- Le pont de la rue Daubigny remonte au XIIe siècle ou XIIIe siècle et constitue l'un des derniers vestiges d'une ancienne ferme seigneuriale. La reine Adèlaïde de Savoie, veuve de Louis le Gros, s'établit sur ce domaine en 1137 avant de se remarier[b 12].
- Le cloître de la fin du XIIIe siècle, 72 rue de Pontoise à Chaponval, provient des Pyrénées centrales et a été ramené d'un voyage par son propriétaire et remonté à Auvers en 1924. Les arcades ogivales, leurs colonnes et leurs chapiteaux sont en marbre des Pyrénées, mais des pierres manquantes ont été remplacées par du ciment[b 13].

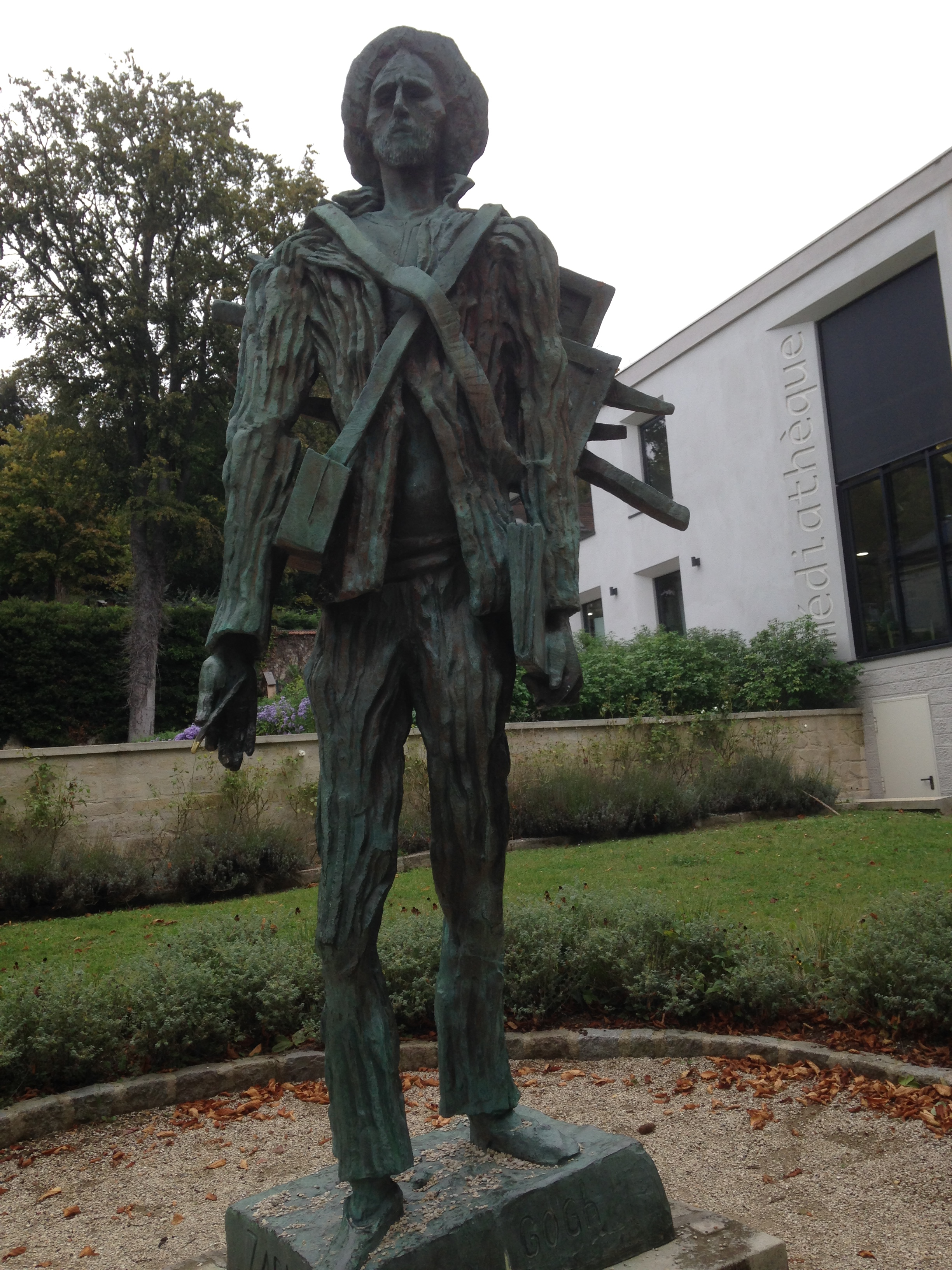
Statue de Zadkine de Vincent Van Gogh.

- Le parc Van-Gogh (situé rue du Général-de-Gaulle) abrite une statue réalisée en 1961 en hommage au peintre par le sculpteur Ossip Zadkine. Ce dernier a représenté le peintre grand, maigre et le regard droit, portant sur son dos son chevalet de campagne et ses toiles, une boîte de couleurs en bandoulière, un crayon dans la main droite et un carnet de croquis dans la main gauche[120]. Cette statue correspond plus à une représentation symbolique et psychologique de l'homme plutôt que son physique réel[réf. souhaitée].
- Le monument à Charles-François Daubigny par Léon Fagel, élevé le 17 juin 1906. Il se situe en haut de la rue de Paris, route menant directement au pied de l'église depuis Méry-sur-Oise.
- Le musée de l'Absinthe[121], rue Callé, expose l'histoire de cette boisson interdite en 1915 et qui fut la « muse verte » de nombreux artistes du XIXe siècle.
- L'escalier situé rue de la Sansonne et montant sur la rue Daubigny, peint par Vincent van Gogh en juin 1890.

### Auvers dans les arts et la culture

#### Auvers et les peintres

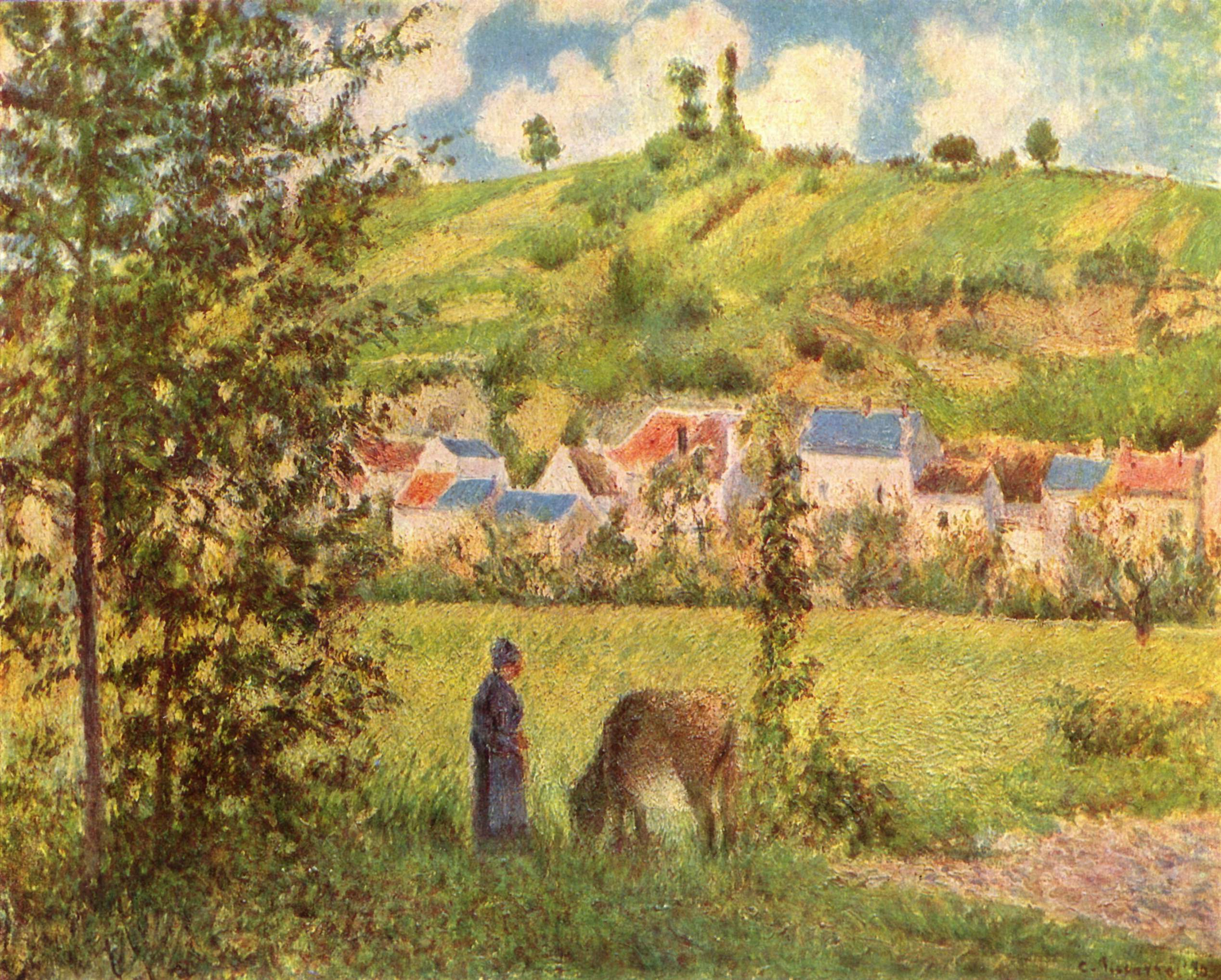
Camille Pissarro, Paysage au Valhermeil, 1880, Paris, musée d'Orsay.

Vincent van Gogh dans une lettre à son frère Théo décrit ainsi le village : « Ici on est loin assez de Paris pour que ce soit la vraie campagne, mais combien néanmoins changé depuis Daubigny. Mais non pas changé d'une façon déplaisante, il y a beaucoup de villas et habitations diverses modernes et bourgeoises très souriantes ensoleillées, et fleuries.
Cela dans une campagne presque grasse, juste à ce moment-ci du développement d'une société nouvelle dans la vieille, n'a rien de désagréable ; il y a beaucoup de bien-être dans l'air. Un calme à la Puvis de Chavannes j'y vois ou y crois voir, pas d'usines, mais de la belle verdure en abondance et en bon ordre. » (Lettre du 25 mai 1890)
Auvers, modeste commune rurale d'Île-de-France, a joué un rôle majeur dans l'histoire mondiale de la peinture, celle des paysagistes de l'école de Barbizon puis dans l'impressionnisme essentiellement.
Dès 1857, le peintre paysagiste Charles-François Daubigny fréquente régulièrement Auvers qu'il peint à partir de son canot, le botin, ou de l'île de Vaux, sur l'Oise entre Auvers et Méry. Amoureux de la nature, pour lui, « les paysages sont toujours plus beaux quand ils sont vus du milieu d'une rivière » et il part régulièrement à la rame parcourir l'Oise, ou la Seine en aval, parfois pour plusieurs jours ou plusieurs semaines, ramenant comme trophées de nombreuses toiles de tous formats. En 1860, il se fait édifier une maison à Auvers dans le quartier des Vallées, décorée par ses soins et aidé de son fils et ses amis dont les peintres Camille Corot et Hippolyte Camille Delpy, lequel se marie avec Louise-Berthe Cyboulle, fille d’un peintre de fleurs et d’insectes, originaire d'Auvers-sur-Oise.
En 1872, le docteur Paul Gachet achète une maison à Auvers afin que sa femme, malade, « respire du bon air » ; médecin de son état, il conserve son cabinet et sa clientèle à Paris, dont la mère de Camille Pissarro qu'il soigne ainsi que les enfants du peintre, à Auvers. Il est également peintre amateur et graveur sous le pseudonyme de Paul van Ryssel (le nom de sa ville natale - Lille - en flamand). Ami de Daubigny et de Corot, il accueille jusqu'à la fin de sa vie les artistes dans sa maison, dont Paul Cézanne, ou Camille Pissarro, qui vient lui rendre visite en voisin, de sa maison de Pontoise. Grand collectionneur d'art, il demeure un acteur incontournable de l'histoire de l'art de la fin du XIXe siècle.

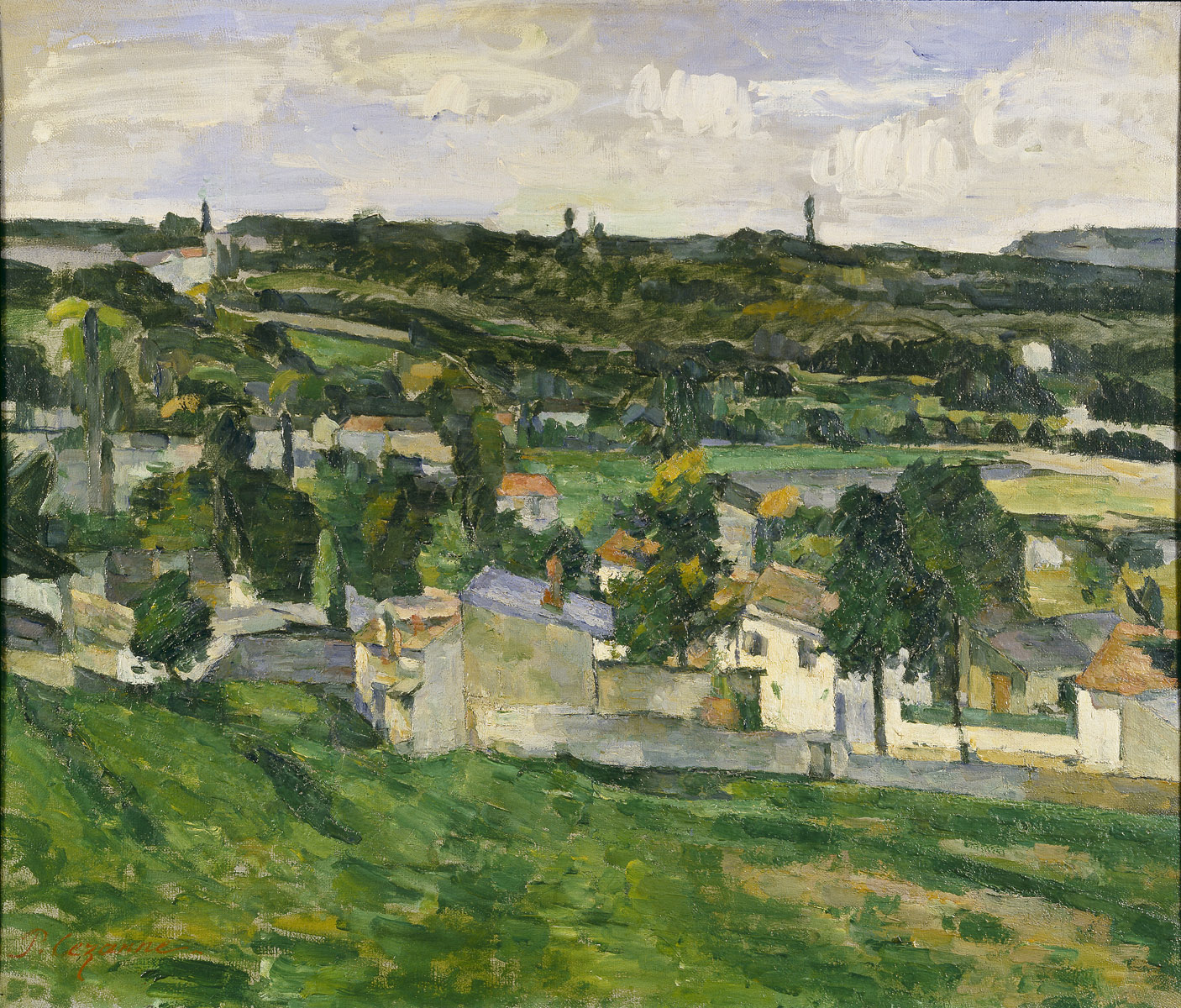
Paul Cézanne, Groupe de maisons, paysage d'île de France à Auvers-sur-Oise, ca. 1879-1880, Oxford, Ashmolean museum.

Paul Cézanne vient « apprendre à peindre » en compagnie de Pissarro, il s'installe dans ce but à Auvers durant toute l'année 1873 et les premiers mois de 1874. Le peintre apprend à Auvers à travailler avec patience, éclaircir sa palette, mais sa lenteur le handicape et il ne parvient pas toujours à finir ses toiles. Son rythme de travail n'est pas compatible avec la touche rapide impressionniste qui saisit l'instant, ses toiles comme la maison du docteur Gachet (1873, Musée d'Orsay), ont été déclarées « constructivistes » par l'histoire de l'art. Il retrouve ensuite sa Provence natale, mais le souvenir heureux de ce séjour le fait revenir durant les étés 1877 et 1881.
Victor Vignon, qui participe aux quatre derniers salons impressionnistes, peint à Auvers et à Pontoise en compagnie de Pissarro, Cézanne et Guillaumin. Il est également un proche du docteur Gachet et de Murer, est très estimé des frères Van Gogh. Frédéric Samuel Cordey, un ami de Renoir, a également peint à Auvers avec ces derniers et exposé au salon de 1877. Il séjourne alors à Éragny, mais ce peintre tombe très vite dans l'oubli.

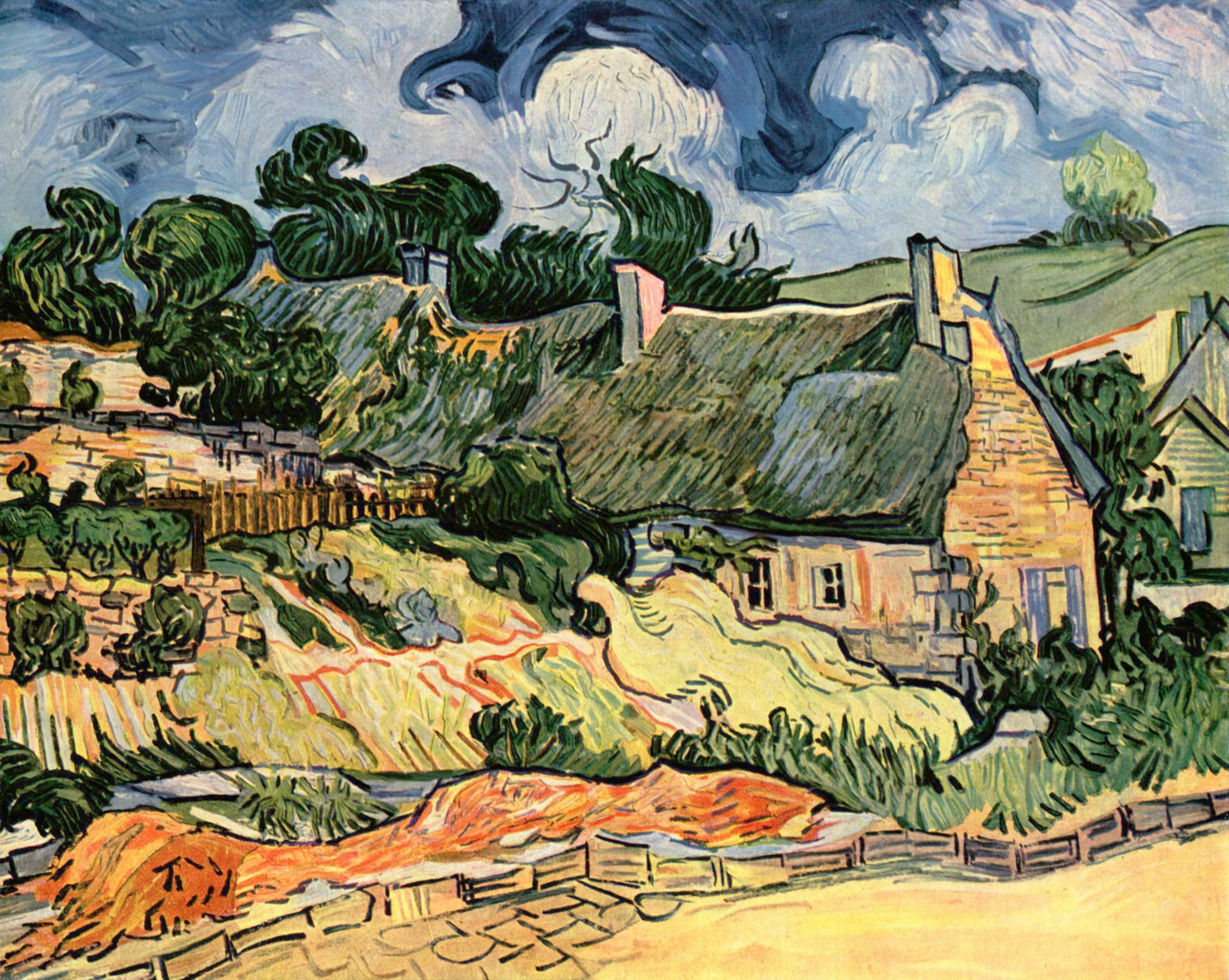
Vincent van Gogh, Les Chaumes de Cordeville, 1890, Musée d'Orsay.

Le mardi 20 mai 1890 à onze heures du matin, le docteur Gachet reçoit un peintre alors inconnu du public, recommandé par son frère : Vincent van Gogh. Celui-ci est au sommet de sa maîtrise artistique et peint avec frénésie plus de soixante-dix toiles en deux mois. Outre un art à son apogée, Vincent décrit dans ses œuvres la vie d'une petite commune du Vexin français à la fin du XIXe siècle, sa vie paysanne, son architecture. D'une grande force expressive, sa palette s'assombrit néanmoins peu à peu exprimant le mal de vivre qui le tourmente, sa vie étant « attaquée à la racine même ». Sans doute épuisé nerveusement par son travail, et se sentant coupable d'être à la charge financière de son frère, il se tire un coup de revolver en plein champ le 26 juillet 1890 avant d'être ramené à l'auberge Ravoux, où il séjourne ; il y meurt trois jours plus tard et est enterré dans le cimetière du village.
Eugène Murer est pâtissier-restaurateur boulevard Voltaire, à Paris. Mais il est aussi écrivain et collectionneur d'art. Ami de Pissarro, Cézanne, Renoir, Sisley, Guillaumin et Vignon, il achète leurs toiles à des prix défiant toute concurrence. En 1878, il se fait construire une maison, rue du Four à Auvers et y installe une galerie où sont exposées ses cent-vingt toiles impressionnistes, qui sont malheureusement dispersées ensuite à cause d'une mésentente avec sa sœur Marie. Il se met lui-même à la peinture et expose chez Ambroise Vollard en 1898.
Norbert Gœneutte peintre proche des impressionnistes — sans avoir jamais participé à aucun de leurs salons — s'est surtout exprimé dans la gravure. Ami de Renoir, Cordey, Murer et du docteur Gachet, ce dernier le fait venir à Auvers en 1891 afin de soigner sa maladie de poitrine qui s'aggrave. Essentiellement portraitiste de femmes, il peint entre deux gravures des aquarelles et de petites toiles de plein air aux angles aigus et aux couleurs étonnantes. Il est enterré au cimetière d'Auvers.
Plus tard, d'autres peintres continuent à fréquenter Auvers : le Douanier Rousseau puis Maurice de Vlaminck, qui vient marcher dans les pas de Van Gogh qu'il admire, viennent y puiser leur inspiration. Durant les années 1930, un autre grand admirateur de Van Gogh, Otto Freundlich, peintre allemand et juif de Poméranie, fréquente assidûment Auvers. Sa compagne Jeanne Kosnick-Kloss est d'ailleurs enterrée face à la tombe des frères Van Gogh. Le peintre occupe un atelier du Bateau-Lavoir à Paris en 1908 où il fait la connaissance de Guillaume Apollinaire, Georges Braque, Pablo Picasso et Juan Gris. Restaurateur des vitraux de la cathédrale de Chartres en 1914, son « homme nouveau », sculpture de 1912 est placée en couverture du catalogue nazi de « l'art dégénéré ». L'artiste réfugié dans les Pyrénées-Orientales est finalement arrêté en 1943 et déporté. Le musée Tavet-Delacour de Pontoise conserve une importante donation de l'artiste. Au XXIe siècle, plusieurs galeries perpétuent le séjour d'artistes dans le village, en particulier le long de la rue du Montcel.

#### Auvers-sur-Oise dans la littérature
Le poète parnassien et auteur dramatique François Coppée (Paris, 1842 - Paris, 1908) a vécu à Auvers. Une rue porte le nom de cet académicien.

#### Auvers-sur-Oise au cinéma et à la télévision
Plusieurs films ont été tournés à Auvers-sur-Oise :
- La Vie passionnée de Vincent van Gogh (Lust for Life[126]) (1956) de Vincente Minnelli avec Kirk Douglas, Anthony Quinn et James Donald ;
- Auvers (1966) de Maurice Pialat (court métrage) ;
- La Traque, avec Bruno Cremer (1980) ;
- Un long dimanche de fiançailles[127] (2004) de Jean-Pierre Jeunet[127], avec Audrey Tautou, Gaspard Ulliel, Dominique Pinon, Ticky Holgado, Chantal Neuwirth, André Dussollier, Marion Cotillard, Jean-Paul Rouve, Jodie Foster, Julie Depardieu, Rufus, Albert Dupontel, Jean-Claude Dreyfus et Urbain Cancelier ;
- Vincent van Gogh, derniers jours à Auvers (2006) de Peter Knapp, tourné en HD (52 min)[réf. nécessaire] ;
- Vincent et le Docteur, 10e épisode de la saison 5 de la deuxième série Doctor Who (2011).

### Personnalités liées à la commune
- Jean-Pierre Béquet (1948), homme politique et maire de la ville de 1989 à 2014.
- Emilio Boggio (1857-1920), peintre vénézuélien, y est décédé.
- Léonide Bourges (1838-1909), peintre, y a vécu et y est décédée.
- François Coppée (1842-1908), poète et dramaturge, y a vécu.
- Guillaume Corneille (1922-2010), peintre et graveur néerlandais, y a vécu.
- Philippe Delerm (1950), écrivain, y est né.
- Charles-François Daubigny (1817-1878), peintre et graveur, y a vécu.
- Paul Gachet (1828-1909), médecin et peintre, y a vécu et y est décédé.
- Norbert Gœneutte (1854-1894), peintre et graveur, y a vécu et y est décédé.
- Marcellin de Groiseilliez (1837-1879), peintre paysagiste, y a vécu et y est décédé.
- Georges Jeanclos (1933-1997), sculpteur, y a vécu.
- Alphonse de Lamartine (1790-1869) y a séjourné[128].
- Jean-Pierre Martinez (1955), dramaturge (notamment la pièce de théâtre Vendredi 13) et scénariste (notamment pour la série Avocats et Associés), y et né.
- Marzieh (1924-2010), chanteuse iranienne, y a vécu.
- Jean-Baptiste Millet (1830-1906), artiste français, y est mort.
- Eugène Murer (1841-1906), pâtissier, peintre et mécène y est décédé. Propriétaire d'un restaurant à Auvers, ami du docteur Paul Gachet, il a fréquenté et aidé nombre de peintres au rang desquels parmi lesquels le provençal Paul Cézanne et le franco-danois Camille Pissarro, qui ont également peint à Auvers.
- Éliane Richepin (1910-1999), pianiste et compositrice, y a vécu.
- Charles Sprague Pearce (1851-1914), peintre américain, y a vécu et y est décédé.
- Théo van Gogh (1857-1891), négociant en art, y a vécu et y est enterré au côté de son frère.
- Vincent van Gogh (1853-1890), peintre et dessinateur néerlandais, y a vécu et y est enterré avec son frère Théo dans le cimetière de la ville.

Le cimetière de la ville abrite pour leur dernière demeure, outre Vincent et Théo van Gogh plusieurs peintres et graveurs : Norbert Gœneutte, Emilio Boggio, Léonide Bourges, Charles Sprague Pearce, Eugène Murer, Guillaume Corneille et Douglas Jones. On y trouve également la tombe de la grande pianiste Éliane Richepin ainsi que celle de la diva iranienne Marzieh.

### Héraldique
| Blason de Auvers-sur-Oise | Blason  | D'argent, de deux arches maçonnées d'or, posées sur une rivière d'azur mouvant de la pointe, surmontées de deux écussons : à dextre d'azur semé de fleurs de lys d'or, à sénestre de gueules au sautoir d'or. |
| Blason de Auvers-sur-Oise | Détails | Le statut officiel du blason reste à déterminer. |